# Listă de filme despre cel de-Al Doilea Război Mondial produse în anii 1950–1989
Aceasta este o listă de filme despre cel de-Al Doilea Război Mondial produse în anii 1950–1989 (în timpul Războiului Rece).
| 1939 • 1940 • 1941 • 1942 • 1943 • 1944 • 1945 • 1946 • 1947 • 1948 • 1949 • 1950–1989 • 1990–1999 • 2000–2009 • 2010–2019 • 2020–2023 |

## Anii 1950
| Anul | Țara                       | Titlul original (Titlul alternativ)                                            | Titlul cu care a fost difuzat în România                      | Regizor                            | Bătălii, campanii, evenimente descrise |
| ---- | -------------------------- | ------------------------------------------------------------------------------ | ------------------------------------------------------------- | ---------------------------------- | --- |
| 1950 | Statele Unite              | The Admiral Was a Lady                                                         |                                                               | Albert S. Rogell                   | Comedie. Revenirea la civilie la sfârșitul războiului a soldaților și femeilor americane care se întorc |
| 1950 | Statele Unite              | American Guerrilla in the Philippines                                          | Partizanii americani în Filipine                              | Fritz Lang                         | Ocuparea japoneza a Filipinelor |
| 1950 | Regatul Unit               | The Angel with the Trumpet                                                     |                                                               | Anthony Bushell                    | Dramă bazată pe romanul lui Ernst Lothar. Anschluss, 1938 |
| 1950 | Statele Unite              | Breakthrough                                                                   | Breșă                                                         | Lewis Seiler                       | Compania B a Diviziei 1 Infanterie de la Debarcarea din Ziua-Z și Bătălia pentru Normandia. |
| 1950 | Statele Unite              | Francis                                                                        |                                                               | Arthur Lubin                       | Comedie. Francis the Talking Mule demască un spion japonez în China Burma India Theatre |
| 1950 | Statele Unite              | Halls of Montezuma                                                             |                                                               | Lewis Milestone                    | O companie de pușcași marini are o cursă contra cronometru pentru a găsi o bază japoneză de rachete. |
| 1950 | Filipine                   | Mapuputing Kamay                                                               | Mapuputing Kamay                                              | Fausto J. Galauran                 | Asistente filipineze în bătăliile de la Bataan și Corregidor |
| 1950 | Statele Unite              | The Men (Battle Stripe)                                                        | Bărbații                                                      | Fred Zinnemann                     | Drama. Lupta veteranului american paraplegic pentru a se reintegra în societate |
| 1950 | Regatul Unit               | Morning Departure (Operation Disaster)                                         | Operațiunea Dezastru                                          | Roy Ward Baker                     | Dramă. Submarin britanic aflat în patrulă de rutină, dă peste o mină de război abandonată |
| 1950 | Statele Unite              | Mystery Submarine                                                              | Submarinul misterios                                          | Douglas Sirk                       | Thriller. Ofițer de informații al marinei americane care se dă drept fost ofițer medical german pentru a salva un savant răpit și a scufunda un U-boat în largul coastei Americii de Sud                                |
| 1950 | Regatul Unit               | Odette                                                                         |                                                               | Herbert Wilcox                     | Odette Samson este o franțuzoaică din Anglia care se înscrie în serviciile secrete britanice în țara sa, aflată sub ocupație nazistă                                                                                    |
| 1950 | India                      | Samadhi (समाधि)                                                                  | Samādhi                                                       | Ramesh Saigal                      | Dramă referitoare la Subhas Chandra Bose și Armata Națională Indiană, o unitate armată colaboraționistă de colaboratori indieni care a luptat sub comanda Imperiului Japonez                                            |
| 1950 | Italia                     | Il cielo è rosso                                                               |                                                               | Claudio Gora                       | După roman omonim de Giuseppe Berto. Viața unui băiat italian de 16 ani după ce un bombardament aliat i-a ucis părinții și i-a distrus orașul.                                                                          |
| 1950 | Statele Unite              | Three Came Home                                                                | S-a întâmplat la Sandakan                                     | Jean Negulesco                     | Bătălia de la Borneo, 1941–42, civili internați și prizonieri de război ai japonezilor |
| 1950 | Polonia                    | Miasto nieujarzmione / Robinson warszawski                                     | Orașul neînfrânt                                              | Jerzy Zarzycki                     | Povestea celor care au rămas în ruinele și molozurile Varșoviei după eșecul revoltei din 1944. |
| 1950 | Statele Unite              | When Willie Comes Marching Home                                                | Când Willie vine mărșăluind acasă                             | John Ford                          | Comedie bazată pe povestirea lui Sy Gomberg. Escapade ale piloților eșuați, din fața casei până la Franța ocupată de germani și înapoi                                                                                  |
| 1950 | Regatul Unit               | The Wooden Horse                                                               | Calul de lemn                                                 | Jack Lee                           | Povestea adevărată a încercărilor de evadare ale prizonierilor de război britanici din Stalag Luft III al Luftwaffe |
| 1951 | Philippines                | Makapili (Makabayan Katipunan Ñg Mg̃a Pilipino) Alliance of Philippine Patriots |                                                               | necunoscut                         | Makapili, simpatizanți japonezi, în timpul Ocupației japoneze a Filipinelor |
| 1951 | Italia                     | Achtung! Banditi!                                                              | Atențiune! Bandiți!                                           | Carlo Lizzani                      | Rezistența italiană |
| 1951 | Statele Unite              | Decision Before Dawn                                                           | Decizie înainte de zori                                       | Anatole Litvak                     | Aliații folosesc prizonierii de război germani ca spioni în Germania nazistă, 1945 |
| 1951 | Statele Unite              | The Desert Fox: The Story of Rommel                                            | Vulpea deșertului                                             | Henry Hathaway                     | Mareșalul Erwin Rommel de la A doua bătălie de la El Alamein până la Atentatul din 20 iulie 1944 împotriva lui Hitler                                                                                                   |
| 1951 | Statele Unite              | Fighting Coast Guard                                                           | Paza de coastă combatantă                                     | Joseph Kane                        | US Coast Guard se pregătește de război |
| 1951 | Statele Unite              | Flying Leathernecks                                                            | Giganții aerului / Gulerele de piele zburătoare               | Nicholas Ray                       | Pilot de luptă marin american în Teatrul Oceanului Pacific al celui de-al Doilea Război Mondial |
| 1951 | Statele Unite              | Force of Arms                                                                  | Forța armelor                                                 | Michael Curtiz                     | Armata a cincea americană în Campania italiană |
| 1951 | Statele Unite              | The Frogmen                                                                    |                                                               | Lloyd Bacon, Dick Mayberry         | Echipa de scafandri/comando de demolare subacvatică a Marinei SUA în Teatrul Pacificului de Sud-Vest |
| 1951 | Statele Unite              | Go For Broke!                                                                  | Totul sau nimic!                                              | Robert Pirosh                      | Armata SUA 442nd Regimental Combat Team în Italia și Franța |
| 1951 | Statele Unite              | I Was an American Spy                                                          | Am fost spion american                                        | Lesley Selander                    | Spioană americană și câștigătoare a Medaliei pentru Libertate, Clara Fuentes, în timpul ocupației japoneze a Filipinelor                                                                                                |
| 1951 | Statele Unite Austria      | The Magic Face                                                                 |                                                               | Frank Tuttle                       | Actorul devine valetul lui Hitler, îl ucide și îi ia locul |
| 1951 | Italia                     | Trieste mia!                                                                   |                                                               | Mario Costa                        | Doi soldați italieni sunt urmăriți de germani și partizanii iugoslavi la Trieste după Armistițiul italian |
| 1951 | Statele Unite              | Operation Pacific                                                              | Operațiunea Pacific                                           | George Waggner                     | Submarinul Marinei SUA în Teatrul Pacificului de Sud-Vest |
| 1951 | Statele Unite              | Submarine Command                                                              | Comanda de submarin                                           | John Farrow                        | Drama. Cariera de comandant de submarin american până la Războiul Coreei |
| 1951 | Statele Unite              | The Tanks Are Coming                                                           | Sosesc tancurile                                              | Lewis Seiler                       | Acțiune-dramă. Echipaj de tancuri US 3rd Armored Division din Franța și Linia Siegfried germană, toamna 1944 |
| 1951 | Statele Unite              | Target Unknown                                                                 |                                                               | George Sherman                     | Drama. Escadrila americană de bombardieri tensionată și nemulțumită, forțată să se parașuteze peste Franța înainte de a fi interogată de naziști                                                                        |
| 1951 | Statele Unite              | Wild Blue Yonder (Thunder Across the Pacific)                                  | Cerul albastru și sălbatic                                    | Allan Dwan                         | Oamenii Forțelor Aeriene ale SUA sunt instruiți să piloteze B-29 și apoi să efectueze acțiuni de bombardare a Japoniei                                                                                                  |
| 1951 | Statele Unite              | You're in the Navy Now                                                         | Corveta U.S.S. Teakettle                                      | Henry Hathaway                     | Comedy. Echipaj neexperimentat alocat unui [[submarine chaser]] experimental din SUA |
| 1952 | Statele Unite              | Above and Beyond                                                               | Deasupra și dincolo                                           | Melvin Frank, Norman Panama        | Col. Paul Tibbets și atacul cu bombă atomică asupra Hiroshima |
| 1952 | Regatul Unit               | Angels One Five                                                                | Îngeri Unu Cinci                                              | George More O'Ferrall              | Battle of Britain |
| 1952 | Regatul Unit               | Appointment in London                                                          |                                                               | Philip Leacock                     | RAF Bomber Command |
| 1952 | Italia                     | Black Feathers                                                                 | Penne nere                                                    | Oreste Biancoli                    | Veteran Alpini become partisans after the German occupation of Italia |
| 1952 | Japonia                    | Children of Hiroshima                                                          | Genbaku no ko (原爆の子)                                      | Kaneto Shindō                      | Dropping of Little Boy on Hiroshima |
| 1952 | Statele Unite              | Eight Iron Men                                                                 |                                                               | Edward Dmytryk                     | During WW2 in Italia, a soldier trapped in no man's land. |
| 1952 | Norway                     | Emergency Landing                                                              | Nødlanding                                                    | Arne Skouen                        | American bomber crew shot down in Norway and aided by Milorg (Norwegian Resistance) |
| 1952 | Statele Unite              | 5 Fingers                                                                      |                                                               | Joseph L. Mankiewicz               | Drama/Thriller. Cicero Affair involving German spy Elyesa Bazna |
| 1952 | Statele Unite              | Flat Top                                                                       |                                                               | Lesley Selander                    | Pilot training aboard US Navy carriers |
| 1952 | Franța                     | Jeux interdits                                                                 | Jocuri interzise                                              | René Clément                       | Ocuparea Franței |
| 1952 | Regatul Unit               | Gift Horse                                                                     |                                                               | Compton Bennett                    | St Nazaire Raid |
| 1952 | Italia                     | Heroic Charge                                                                  | Carica eroica                                                 | Franțasco De Robertis              | Charge of the Savoia Cavalleria at Isbuscenskij |
| 1952 | Romania                    | Mitrea Cocor                                                                   | Mitrea Cocor                                                  | Victor Iliu, Marietta Sadova       | |
| 1952 | Italia                     | Nessuno ha tradito                                                             |                                                               | Roberto Bianchi Montero            | Războiul Civil Italian |
| 1952 | Statele Unite              | Okinawa                                                                        |                                                               | Leigh Jason                        | US Navy destroyer at the Battle of Okinawa |
| 1952 | Statele Unite              | Operation Secret                                                               |                                                               | Lewis Seiler                       | Espionage with the French Resistance based on the life of Peter Ortiz |
| 1952 | Statele Unite              | Red Ball Express                                                               |                                                               | Budd Boetticher                    | Transportation units in European Theater of Operations |
| 1952 | Romania                    | Secretul cifrului                                                              | Secretul cifrului                                             | Lucian Bratu                       | După La miezul nopții va cădea o stea de Theodor Constantin |
| 1952 | Italia                     | Shadows on Trieste                                                             | Ombre su Trieste                                              | Nerino Florio Bianchi              | Four Italian deserters and smugglers join Yugoslav partisans in Trieste |
| 1952 | Statele Unite              | Thunderbirds                                                                   |                                                               | John H. Auer                       | The 45th Infantry Division in Italia |
| 1952 | Statele Unite              | Torpedo Alley (Down Periscope)                                                 |                                                               | Lew Landers                        | Drama. Failed US carrier pilot's return to service on submarine |
| 1952 | Suedia                     | U-Boat 39 (Submarine no. 39)                                                   | Ubåt 39                                                       | Hampe Faustman                     | Drama. Crew of U-39 |
| 1953 | Franța Statele Unite       | Act of Love                                                                    | [ 18 ] [ 19 ]                                                 | Anatole Litvak                     | Romance drama based on Alfred Hayes novel. American soldier falls in love with Parisian woman near end of war |
| 1953 | Regatul Unit               | Albert R.N. (Break to Freedom)                                                 |                                                               | Lewis Gilbert                      | British POWs in German Stalag |
| 1953 | Japonia                    | Anatahan                                                                       | Ana-ta-han (アナタハン)                                       | Josef von Sternberg                | Japoniaese soldiers on South West Pacific Theatre island battle after end of war |
| 1953 | Statele Unite              | China Venture                                                                  |                                                               | Don Siegel                         | Adventure-drama. American commandos sent to South China to rescue prisoner held by Chinese guerrillas |
| 1953 | Regatul Unit               | The Cruel Sea                                                                  |                                                               | Charles Frend                      | Battle of the Atlantic |
| 1953 | Statele Unite              | The Desert Rats                                                                |                                                               | Robert Wise                        | Australian 7th Division at Tobruk during North African campaign |
| 1953 | Statele Unite              | Destination Gobi                                                               |                                                               | Robert Wise                        | US Navy weather unit in Mongolia |
| 1953 | Japonia                    | Eagle of the Pacific (Operation Kamikaze)                                      | Taiheiyo no washi (太平洋の鷲)                                | Ishirō Honda                       | Admiral Isoroku Yamamoto |
| 1953 | Statele Unite              | El Alaméin                                                                     |                                                               | Fred F. Sears                      | Second Battle of El Alamein |
| 1953 | Statele Unite              | Fighter Attack                                                                 |                                                               | Lesley Selander                    | Partisans in Italian Campaign |
| 1953 | Statele Unite              | From Here to Eternity                                                          |                                                               | Fred Zinnemann                     | 1953 Best Picture culminating in the Attack on Pearl Harbor |
| 1953 | Statele Unite              | The Girls of Pleasure Island                                                   |                                                               | Alvin Ganzer, F. Hugh Herbert      | Comedy. Pacific Theatre and English family living on atoll invaded by US Marines near end of war |
| 1953 | Statele Unite              | The Glass Wall                                                                 |                                                               | Maxwell Shane                      | Drama. DP camp survivor in New York City |
| 1953 | Statele Unite              | Guerrilla Girl                                                                 |                                                               | John Christian                     | Greek Resistance |
| 1953 | Italia                     | Hell Raiders of the Deep                                                       | I sette dell'Orsa maggiore                                    | Duilio Coletti                     | Decima Flottiglia MAS |
| 1953 | Japonia                    | The Lily Tower                                                                 | Himeyuri no Tō (ひめゆりの塔)                                 | Tadashi Imai                       | A group of high school girls trained as nurses witness the horrors of war first-hand on Okinawa |
| 1953 | Statele Unite              | Little Boy Lost                                                                |                                                               | George Seaton                      | Drama. American war correspondent stationed in Paris before Battle of Dunkirk searching for his French family lost during war                                                                                           |
| 1953 | Regatul Unit               | Malta Story                                                                    |                                                               | Brian Desmond Hurst                | Siege of Malta |
| 1953 | Italia                     | The Patrol of Amba Alagi                                                       | La pattuglia dell'Amba Alagi                                  | Flavio Calzavara                   | A veteran of the second Battle of Amba Alagi meets the families of his fallen comrades |
| 1953 | Regatul Unit               | The Red Beret                                                                  |                                                               | Terence Young                      | British paratroopers and Operation Biting |
| 1953 | Regatul Unit               | Single-Handed (Sailor of the King)                                             |                                                               | Roy Boulting                       | Action-drama based on C. S. Forester novel Brown on Resolution. Royal Navy |
| 1953 | Statele Unite              | South Sea Woman (The Marines Had a Word for It)                                |                                                               | Arthur Lubin                       | Comedy. Pacific Theatre escapades of US Marine court martialed for events leading to Pearl Harbor |
| 1953 | Statele Unite              | Stalag 17                                                                      |                                                               | Billy Wilder                       | Allies in German Stalag Luft |
| 1953 | Canada                     | Tit-Coq                                                                        | Tit-Coq                                                       | René Delacroix, Gratien Gélinas    | Return home of French-Canadian soldier nicknamed "Little Rooster" |
| 1954 | Statele Unite              | Beachhead                                                                      |                                                               | Stuart Heisler                     | Four US Marines on a reconnaissance mission in the Solomon Islands |
| 1954 | Statele Unite              | Betrayed                                                                       |                                                               | Gottfried Reinhardt                | Dutch resistance in Battle of Arnhem |
| 1954 | Statele Unite              | The Caine Mutiny                                                               |                                                               | Edward Dmytryk                     | Destroyer warfare in South West Pacific Theatre |
| 1954 | RFG                        | Canaris: Master Spy (Deadly Decision)                                          | Canaris                                                       | Alfred Weidenmann                  | Drama. Abwehr Chief Admiral Canaris and Widerstand |
| 1954 | RFG                        | 08/15                                                                          | 08/15 – In der Kaserne                                        | Paul May                           | Drama. End of war for German soldiers; first of three parts |
| 1954 | Italia                     | Folgore Division                                                               | Divisione Folgore                                             | Duilio Coletti                     | 185th Airborne Division Folgore in 1942 |
| 1954 | Italia                     | Frogwoman (Frogman Spy)                                                        | Mizar (Sabotaggio in mare)                                    | Franțasco De Robertis              | Italian frogman is helped by a frogwoman |
| 1954 | Italia                     | Goodbye Naples!                                                                | Addio Napoli!                                                 | Roberto Bianchi Montero            | Drama. Espionage in Naples under Allied occupation |
| 1954 | Italia                     | Human Torpedoes                                                                | Siluri umani                                                  | Antonio Leonviola                  | Raid on Souda Bay |
| 1954 | Austria Iugoslavia         | The Last Bridge                                                                | Die Letzte Brücke Posljednji most                             | Helmut Käutner                     | German nurse is sent to the front as a punishment for tending a wounded Yugoslav partisan |
| 1954 | China                      | Letter with Feather                                                            | Jī máo xìn (鸡毛信)                                           | Shi Hui                            | Boy attempts to deliver important message to 8th Route Army while evading Imperial Japoniaese forces during Sino-Japoniaese War                                                                                         |
| 1954 | Spania                     | The Patrol                                                                     | La patrulla                                                   | Pedro Lazaga                       | Spanish volunteer Blue Division on Eastern Front |
| 1954 | Regatul Unit               | The Purple Plain                                                               |                                                               | Robert Parrish                     | RAF evaders in Burma campaign |
| 1954 | Regatul Unit               | The Sea Shall Not Have Them                                                    |                                                               | Lewis Gilbert                      | Channel Air Sea Rescue of Allied bomber crew |
| 1954 | Italia                     | Shadow Men                                                                     | Uomini ombra                                                  | Franțasco De Robertis              | Intelligence service of the Regia Marina |
| 1954 | Regatul Unit Norway        | Shetland Gang (Suicide Mission)                                                | Shetlandsgjengen                                              | Michael Forlong                    | Docudrama. "Shetland bus", Norwegian smugglers in North Sea |
| 1954 | Statele Unite              | Silent Raiders                                                                 |                                                               | Richard Bartlett                   | Fictitious story of US Army Rangers at the Dieppe Raid |
| 1954 | India                      | That Day!                                                                      | Andha Naal (அந்த நாள்)                                           | S. Balachander                     | Fictitious story of a scientist and radio operator who spies for Japonia during the Second World War and is killed by his wife.                                                                                         |
| 1954 | Regatul Unit               | They Who Dare                                                                  |                                                               | Lewis Milestone                    | SAS raid in occupied Greece |
| 1955 | Italia                     | The Abandoned                                                                  | Gli sbandati                                                  | Franțasco Maselli                  | The beginning of partisan warfare in Italia after the Armistice |
| 1955 | Regatul Unit               | Above Us the Waves                                                             |                                                               | Ralph Thomas                       | Submarine attacks on German battleship Tirpitz |
| 1955 | Statele Unite              | Bad Day at Black Rock                                                          |                                                               | John Sturges                       | Thriller. Disabled veteran tries to deliver a medal |
| 1955 | Statele Unite              | Battle Cry                                                                     |                                                               | Raoul Walsh                        | US Marines and battles of Guadalcanal, Tarawa, Saipan |
| 1955 | Regatul Unit               | The Cockleshell Heroes                                                         |                                                               | José Ferrer                        | Royal Marine commandos launch Operation Frankton |
| 1955 | Regatul Unit               | The Colditz Story                                                              |                                                               | Guy Hamilton                       | British, Dutch and French POWs in special "escape-proof" castle prison |
| 1955 | Regatul Unit               | The Dam Busters                                                                |                                                               | Michael Anderson                   | RAF bombers launch Operation Chastise |
| 1955 | RFG Austria                | The Devil's General                                                            | Des Teufels General                                           | Helmut Käutner                     | Drama based on Gen. Ernst Udet. Successful Luftwaffe General courted by Widerstand |
| 1955 | RFG                        | 08/15 – Part 2                                                                 | 08/15 – Im Krieg (08/15 – Zweiter Teil)                       | Paul May                           | Drama. End of war for German soldiers; second of three parts |
| 1955 | RFG                        | 08/15 at Home                                                                  | 08/15 – In der Heimat                                         | Paul May                           | Drama. End of war for German soldiers; third of three parts |
| 1955 | Regatul Unit               | The End of the Affair                                                          |                                                               | Edward Dmytryk                     | Romance drama. British homefront and illicit romance |
| 1955 | East Germany               | Ernst Thälmann – Leader of his Class                                           | Ernst Thälmann – Führer seiner Klasse                         | Kurt Maetzig                       | Drama. Ernst Thälmann leads Communist opposition to Hitler |
| 1955 | Statele Unite              | The Eternal Sea                                                                |                                                               | John H. Auer                       | Pacific War |
| 1955 | Polonia                    | Pokolenie                                                                      | Generație                                                     | Andrzej Wajda                      | Polish resistance |
| 1955 | RFG                        | Hanussen, Hitler's Astrologer                                                  | Hanussen                                                      | O. W. Fischer, Georg Marischka     | Drama. Jewish psychic Erik Jan Hanussen collaborates with Nazis |
| 1955 | RFG Austria                | Hitler: The Last Ten Days (The Last Act)                                       | Der letzte Akt                                                | Georg Wilhelm Pabst                | Drama based on novel by Nuremberg judge Michael Musmanno. Hitler's last days in Reichstag bunker through perspective of bunker guard                                                                                    |
| 1955 | Polonia                    | The Hours of Hope                                                              | Godziny nadziei                                               | Stanisław Bareja, Jan Rybkowski    | Polonia, 1945 |
| 1955 | Statele Unite              | It's Always Fair Weather                                                       |                                                               | Stanley Donen, Gene Kelly          | Musical comedy-drama. US soldiers vowing to reunite after war in 1955 |
| 1955 | RFG                        | Jackboot Mutiny                                                                | Es geschah am 20. Juli                                        | Georg Wilhelm Pabst                | July 20 plot to assassinate Hitler |
| 1955 | Polonia                    | Men of the Blue Cross                                                          | Błękitny krzyż                                                | Andrzej Munk                       | Tatra Mountains, Polonia on Eastern Front, 1945 |
| 1955 | Statele Unite              | Mister Roberts                                                                 |                                                               | John Ford, Mervyn LeRoy            | Comedy-drama. US Navy cargo ship in South Pacific |
| 1955 | Malaya                     | Sergeant Hassan                                                                | Sarjan Hassan                                                 | Lamberto V. Avellana, P. Ramlee    | Action drama. Malayan occupation and Royal Malay Regiment |
| 1955 | Italia                     | Submarine Attack (Torpedo Zone)                                                | La grande speranza                                            | Duilio Coletti                     | Action/Romance. Italian submarine sinking Allied shipping on Eastern Atlantic Theatre and rescuing occasional survivor                                                                                                  |
| 1955 | Denmark                    | There Came One Day                                                             | Der kom en dag                                                | Sven Methling                      | Based on Flemming Muus novel. Last days of Danish occupation |
| 1955 | Statele Unite              | To Hell and Back                                                               |                                                               | Jesse Hibbs                        | Audie Murphy, most decorated US soldier |
| 1955 | Finlanda                   | The Unknown Soldier                                                            | Tuntematon sotilas                                            | Edvin Laine                        | Finno-Soviet Continuation War |
| 1956 | Spania                     | Ambassadors in Hell                                                            | Embajadores en el infierno                                    | José María Forqué                  | Drama based on Torcuato Luca de Tena novel. Spanish Blue Division volunteers from Siege of Leningrad and Battle of Krasny Bor imprisoned in Soviet Gulag                                                                |
| 1956 | Statele Unite              | Attack                                                                         |                                                               | Robert Aldrich                     | Infantrymen in Franța after D-Day |
| 1956 | Statele Unite              | Away All Boats                                                                 |                                                               | Joseph Pevney                      | Attack transport in Pacific |
| 1956 | Regatul Unit               | The Battle of the River Plate (Pursuit of the Graf Spee)                       |                                                               | Michael Powell, Emeric Pressburger | Battle of the River Plate |
| 1956 | Statele Unite              | Battle Stations                                                                |                                                               | Lewis Seiler                       | US Navy battleship in the Pacific Ocean theater of World War II |
| 1956 | Statele Unite              | Between Heaven and Hell                                                        |                                                               | Richard Fleischer                  | US Army National Guard unit in Philippines |
| 1956 | Regatul Unit               | The Black Tent                                                                 |                                                               | Brian Desmond Hurst                | North African campaign |
| 1956 | Statele Unite              | The Bold and the Brave                                                         |                                                               | Lewis R. Foster                    | Italian Campaign |
| 1956 | Japonia                    | The Burmese Harp                                                               | Biruma no tategoto (ビルマの竪琴)                             | Kon Ichikawa                       | Burma campaign |
| 1956 | Statele Unite              | D-Day the Sixth of June                                                        |                                                               | Henry Koster                       | Normandy invasion |
| 1956 | Italia                     | Farewell, My Village...                                                        | Ciao, pais...                                                 | Osvaldo Langini                    | Alpini on the Greek front |
| 1956 | Statele Unite              | Gaby                                                                           |                                                               | Curtis Bernhardt                   | Romance/Drama. British homefront and ballerina falling for American soldier sent to Franța, 1944 |
| 1953 | Italia                     | The House of Intrigue                                                          | Londra chiama Polo Nord                                       | Duilio Coletti                     | A British radio operator is captured by the Germans and forced to send fake messages back to London |
| 1956 | Polonia                    | Kanał (Kanal)                                                                  | Canalul                                                       | Andrzej Wajda                      | Warsaw Uprising, 1944 |
| 1956 | Franța                     | A Man Escaped                                                                  | Un condamné à mort s'est échappé (Le vent souffle où il veut) | Robert Bresson                     | Thriller based on memoirs of POW André Devigny. French Resistance and Gestapo prison : Montluc Prison. |
| 1956 | Regatul Unit               | The Man Who Never Was                                                          |                                                               | Ronald Neame                       | Battle of Sicily and Operation Mincemeat A fake officer washes up on the coast of Spania as a cover for an invasion. |
| 1956 | Italia                     | The Price of Glory                                                             | Il prezzo della gloria                                        | Antonio Musu                       | Italian torpedo boat Sagittario⁠(en)[traduceți] |
| 1956 | Regatul Unit               | Private's Progress                                                             |                                                               | John Boulting                      | Comedy. Reluctantly conscripted/commissioned soldier and art heist behind German lines |
| 1956 | Statele Unite              | The Proud and Profane                                                          |                                                               | George Seaton                      | Romance drama. Red Cross volunteer in South Pacific, New Caledonia and husband's death at Battle of Guadalcanal |
| 1956 | Regatul Unit               | Reach for the Sky                                                              |                                                               | Lewis Gilbert                      | Douglas Bader and Battle of Britain |
| 1956 | Iugoslavia                 | The Siege                                                                      | Opsada                                                        | Branko Marjanovic                  | Comedy-drama. Zagreb Underground and Yugoslav Front |
| 1956 | Regatul Unit               | A Town Like Alice (Rape of Malaya)                                             |                                                               | Jack Lee                           | British and Australian POWs after Battle of Singapore |
| 1956 | Iugoslavia                 | Valley of Peace (Sergeant Jim)                                                 | Dolina miru Dolina mira                                       | Franța Štiglic                     | African-American pilot down behind enemy lines rescues two orphans |
| 1957 | Regatul Unit               | The Betrayal                                                                   |                                                               | Ernest Morris                      | Crime thriller. Allied pilot captured and tortured by Nazis and postwar search for his betrayer |
| 1957 | Franța                     | Bitter Victory                                                                 | Amère victoire                                                | Nicholas Ray                       | Action-drama. Allied commando mission behind enemy lines in Benghazi and Western Desert campaign |
| 1957 | Regatul Unit               | The Bridge on the River Kwai                                                   |                                                               | David Lean                         | 1957 Best Picture depicting British POWs work on Burma Railway |
| 1957 | URSS                       | Летят журавли / Letiat juravli                                                 | Zboară cocorii                                                | Mihail Kalatozov                   | Dramă romantică |
| 1957 | Statele Unite              | Don't Go Near the Water                                                        |                                                               | Charles Walters                    | Comedy-romance. US Navy public relations unit stationed on South West Pacific Theatre island |
| 1957 | Statele Unite              | The Enemy Below                                                                |                                                               | Dick Powell                        | South Atlantic and cat-and-mouse action between US destroyer and U-boat |
| 1957 | RFG                        | The Fox of Paris                                                               | Der Fuchs von Paris                                           | Paul May                           | Battle of Normandy from Wehrmacht perspective |
| 1957 | Statele Unite              | Heaven Knows, Mr. Allison                                                      |                                                               | John Huston                        | US Marine and Catholic nun trapped on enemy island in Pacific Ocean theater of World War II |
| 1957 | Statele Unite              | Hellcats of the Navy                                                           |                                                               | Nathan Juran                       | Submarine warfare in Pacific Theatre |
| 1957 | Statele Unite              | Kiss Them for Me                                                               |                                                               | Stanley Donen                      | Comedy. US Navy pilots on leave in San Francisco |
| 1957 | Norway                     | Nine Lives                                                                     | Ni Liv                                                        | Arne Skouen                        | Drama. Biography of Jan Baalsrud's, Norwegian Resistance fighter, epic escape to neutral Suedia following Tromsø sabotage operation                                                                                     |
| 1957 | Regatul Unit               | The One That Got Away                                                          |                                                               | Roy Ward Baker                     | Escape of German POW Franz von Werra |
| 1957 | Statele Unite              | Operation Mad Ball                                                             |                                                               | Richard Quine                      | Comedy-romance. Closing of US Army hospital in Franța at end of war |
| 1957 | RFG                        | Sharks and Little Fish                                                         | Haie und kleine Fische                                        | Frank Wisbar                       | Drama. German naval cadets entering Kriegsmarine and U-boat service, 1940 |
| 1957 | RFG                        | The Star of Africa                                                             | Der Stern von Afrika                                          | Alfred Weidenmann                  | Docudrama. Luftwaffe ace (Experten) Hans-Joachim Marseille |
| 1957 | Regatul Unit               | The Steel Bayonet                                                              |                                                               | Michael Carreras                   | Small British recce force surrounded by overwhelming forces of Afrika Korps during Tunisian campaign |
| 1957 | Italia                     | Tanks of El Alamein                                                            | El Alamein (Deserto di gloria)                                | Guido Malatesta                    | Second Battle of El Alamein |
| 1957 | Statele Unite              | The Wings of Eagles                                                            |                                                               | John Ford                          | Drama. US Navy pilot Frank Wead in Pacific Theater |
| 1957 | Italia                     | The Woman Who Came from the Sea                                                | La donna che venne dal mare                                   | Franțasco De Robertis              | Espionage and Italian frogmen in Gibraltar. |
| 1958 | Franța                     | La Chatte                                                                      | Pisica                                                        | Henri Decoin                       | Spionaj în Rezistența Franceză |
| 1958 | Italia RFG                 | Always Victorious                                                              | Pezzo, capopezzo e capitano                                   | Wolfgang Staudte                   | Comedy. Italian submarine chaser |
| 1958 | Polonia                    | Popiół i diament                                                               | Cenușă și diamant                                             | Andrzej Wajda                      | Polish resistance, 1945 |
| 1958 | Czechoslovakia             | At That Time, at Christmas...                                                  | Tenkrát o Vánocích                                            | Karel Kachyňa                      | Czechoslovak Army on Eastern Front, Christmas 1944 |
| 1958 | RFG                        | Battle of Monte Cassino                                                        | Die grünen Teufel von Monte Cassino                           | Harald Reinl                       | 1. Fallschirmjägerdivision in the Battle of Monte Cassino |
| 1958 | Regatul Unit               | Battle of the V-1                                                              |                                                               | Vernon Sewell                      | Polish resistance spies on German rocket tests |
| 1958 | Regatul Unit               | The Camp on Blood Island                                                       |                                                               | Val Guest                          | British and Dutch POWs in Malaya |
| 1958 | Regatul Unit               | Carve Her Name with Pride                                                      |                                                               | Lewis Gilbert                      | SOE agent Violette Szabo |
| 1958 | Polonia                    | Con Bravura (With Bravery)                                                     | Con Bravura                                                   | Andrzej Munk                       | Couriers crossing Polish/Slovak Tatra Mountains; third part of Eroica cut by director |
| 1958 | Polonia                    | Cross of Valour                                                                | Krzyż Walecznych                                              | Kazimierz Kutz                     | Eastern Front, 1945 |
| 1958 | Statele Unite              | Darby's Rangers                                                                |                                                               | William Wellman                    | Battle of Cisterna and Battle of Anzio |
| 1958 | Polonia                    | Deserter                                                                       | Dezerter                                                      | Witold Lesiewicz                   | Silesian Pole conscripted in Wehrmacht |
| 1958 | RFG                        | The Doctor of Stalingrad                                                       | Der Arzt von Stalingrad                                       | Géza von Radványi                  | Battle of Stalingrad |
| 1958 | Regatul Unit               | Dunkirk                                                                        |                                                               | Leslie Norman                      | Operation Dynamo and Dunkirk evacuation |
| 1958 | Polonia                    | Eroica (Heroism)                                                               | Eroica                                                        | Andrzej Munk                       | Warsaw Uprising and POW camp, 1944–45 |
| 1958 | China                      | The Eternal Wave (Continuous Wave)                                             | Yong bu xiao shi de dian bo (永不消逝的电波)                  | Wang Ping                          | Drama based on true story. Chinese agents in Japoniaese-held Shanghai, 1939 |
| 1958 | Statele Unite              | Fräulein (1958)                                                                |                                                               | Henry Koster                       | Comedy-romance. Escaped American POW hiding in Berlin near end of war |
| 1958 | Polonia                    | Free City                                                                      | Wolne miasto                                                  | Stanisław Różewicz                 | Free City of Danzig, Polish Campaign, 1939 |
| 1958 | Regatul Unit               | Ice Cold in Alex                                                               |                                                               | J. Lee Thompson                    | North African campaign |
| 1958 | Statele Unite              | Imitation General                                                              |                                                               | George Marshall                    | Comedy. US Army Sergeant impersonating fallen general to inspire comrades in Franța |
| 1958 | Statele Unite              | In Love and War                                                                |                                                               | Philip Dunne                       | Drama. US Marines on shore leave in San Francisco before returning to battle |
| 1958 | Regatul Unit               | The Inn of the Sixth Happiness                                                 |                                                               | Mark Robson                        | English missionary in China during Sino-Japoniaese War |
| 1958 | Regatul Unit               | I Was Monty's Double (Hell, Heaven or Hoboken)                                 |                                                               | John Guillermin                    | Diversionary D-Day impersonation of General Montgomery |
| 1958 | Regatul Unit               | The Key                                                                        |                                                               | Carol Reed                         | Battle of the Atlantic |
| 1958 | Statele Unite              | Kings Go Forth                                                                 |                                                               | Delmer Daves                       | Action/Romance. Soldiers involved with American woman during Champagne Offensive in southern Franța, Summer 1944 |
| 1958 | Statele Unite              | The Naked and the Dead                                                         |                                                               | Raoul Walsh                        | Pacific War |
| 1958 | Polonia                    | Orzeł (The Eagle)                                                              | Orzeł                                                         | Leonard Buczkowski                 | Polish submarine Format:ORP and Orzeł incident, Baltic Sea escape attempt from neutral Estonian internment and German navy                                                                                              |
| 1958 | Polonia                    | Pills for Aurelia                                                              | Pigułki dla Aurelii                                           | Stanisław Lenartowicz              | Polish resistance |
| 1958 | Statele Unite              | Run Silent, Run Deep                                                           |                                                               | Robert Wise                        | US submarine and Japoniaese destroyer chase in South West Pacific Theatre |
| 1958 | Regatul Unit               | Sea of Sand (Desert Patrol)                                                    |                                                               | Guy Green                          | Long Range Desert Group in North African campaign |
| 1958 | Regatul Unit               | The Silent Enemy                                                               |                                                               | William Fairchild                  | Fictionalised events in Gibraltar harbour during the Italian frogman and manned torpedo attacks |
| 1958 | Italia Spania              | The Sky Is Burning                                                             | Il cielo brucia                                               | Giuseppe Masini                    | Italian bombers in the North African campaign |
| 1958 | Statele Unite              | South Pacific                                                                  |                                                               | Joshua Logan                       | Musical romance. South West Pacific Theater |
| 1958 | Denmark                    | Spy 503                                                                        | Spion 503                                                     | Jørn Jeppesen                      | Drama. German Agent 503 June Harvey with Swedish diplomats and Danish Resistance |
| 1958 | Polonia                    | Story of One Fighter                                                           | Historia jednego myśliwca                                     | Hubert Drapella                    | Battle of Britain, 1940 |
| 1958 | Statele Unite              | Submarine Seahawk (Submarine X2)                                               |                                                               | Spencer Gordon Bennet              | Suspense drama. Submarine on reconnaissance mission in South West Pacific Theatre |
| 1958 | Statele Unite              | Suicide Battalion                                                              |                                                               | Edward L. Cahn                     | Drama. Soldiers sent to destroy base and strategic documents in occupied Philippines; remade as 1968 film Hell Raiders                                                                                                  |
| 1958 | Statele Unite              | Tarawa Beachhead                                                               |                                                               | Paul Wendkos                       | Drama. Battle of Tarawa |
| 1958 | Statele Unite              | A Time to Love and a Time to Die                                               |                                                               | Douglas Sirk                       | Romance drama based on Erich Maria Remarque novel. German soldier on furlough finds home town in chaos |
| 1958 | Statele Unite              | Torpedo Run                                                                    |                                                               | Joseph Pevney                      | Drama. Submarine sets out to destroy Japoniaese carrier from Pearl Harbor attack now using US civilians and POWs as human shields                                                                                       |
| 1958 | RFG                        | U 47 – Lieutenant Commander Prien                                              | U 47 – Kapitänleutnant Prien                                  | Harald Reinl                       | Günther Prien and the U-47 |
| 1958 | Regatul Unit               | The Wind Cannot Read                                                           |                                                               | Ralph Thomas                       | RAF in Burma |
| 1958 | Statele Unite              | The Young Lions                                                                |                                                               | Edward Dmytryk                     | Action-drama. Three soldiers during war: one German, two American (one Jewish) |
| 1959 | Statele Unite              | The Angry Hills                                                                |                                                               | Robert Aldrich                     | Drama based on Leon Uris novel. Greek resistance |
| 1959 | Polonia                    | Answer to Violence (Partisan Mission)                                          | Zamach                                                        | Jerzy Passendorfer                 | Operation Kutschera and Polish resistance, 1944 |
| 1959 | RFG                        | As Far as My Feet Will Carry Me (TV miniseries)                                | So weit die Füße tragen                                       | Fritz Umgelter                     | Drama based on POW Cornell Rost. Eastern Front, then escape from Siberian Gulag and journey home; remade as 2001 film As Far as My Feet Will Carry Me                                                                   |
| 1959 | Uniunea Sovietică          | Баллада о солдате Ballada o soldate                                            | Balada soldatului                                             | Grigori Ciuhrai                    | Drama poetică. Un soldat primește concediu de mers acasă, drept recompensă pentru eroism |
| 1959 | Statele Unite ale Americii | Battle of the Coral Sea                                                        |                                                               | Paul Wendkos                       | Action-drama. Submarine on reconnaissance photographing Japoniaese installations through periscope |
| 1959 | Uniunea Sovietică          | Часы остановились в полночь Ceasî ostonovilis v polnoci                        | Ceasul s-a oprit la miezul nopții                             | Nikolai Figurovski                 | bazat pe adevăratele evenimente care au avut loc în Minskul ocupat de trupele germane |
| 1959 | RFG                        | Der Schatz vom Toplitzsee                                                      | Comoara din lacul Toplitz                                     | Franz Antel                        | În 1959 reporterul revistei Stern Wolfgang Löhde a recuperat 17 lăzi pline cu bancnote de lire sterline falsificate și două lăzi cu documente de la o adâncime de 80 de metri din lacul Toplitz, scufundate de naziști. |
| 1959 | RFG                        | Die Brücke                                                                     | Podul                                                         | Bernhard Wicki                     | Băieți înrolați în serviciul Wehrmacht pe Frontul de Vest, 1945 |
| 1959 | RFG                        | Kriegsgericht                                                                  | Court Martial                                                 | Kurt Meisel                        | Drama based on Will Berthold article. Kriegsmarine sailors tried for abandoning ship |
| 1959 | Regatul Unit               | Danger Within (Breakout)                                                       |                                                               | Don Chaffey                        | Allied escape from POW camp in Northern Italia, Summer 1943 |
| 1959 | Uniunea Sovietică          | Судьба человека Sudba Cheloveka                                                | Soarta unui om                                                | Serghei Bondarciuk                 | Dramă bazată pe romanul lui Mihail Șolohov. Prizonieri de război într-un lagăr german Stalag |
| 1959 | Statele Unite ale Americii | The Diary of Anne Frank                                                        | Jurnalul Annei Frank                                          | George Stevens                     | Dramă. Anne Frank ascunzându-se în Amsterdam |
| 1959 | Japonia                    | Fires on the Plain                                                             | Nobi (野火)                                                   | Kon Ichikawa                       | Decimated Japoniaese Imperial Army in Philippines, 1945 |
| 1959 | Italia                     | Il generale Della Rovere                                                       | Generalul della Rovere                                        | Roberto Rossellini                 | Dramă bazată pe romanul lui Indro Montanelli. Petty thief hired by Nazis to impersonate Italian resistance leader |
| 1959 | Franța Japonia             | Hiroshima Mon Amour Nijuuyojikan no jouji                                      | Hiroshima, dragostea mea                                      | Alain Resnais                      | Drama. Hiroshima bomb; remade as 2001 film H Story |
| 1959 | Japonia                    | The Human Condition: No Greater Love                                           | Ningen no jōken I (人間の條件)                                | Masaki Kobayashi                   | Manchukuo and Japoniaese Resistance in China; part one of trilogy |
| 1959 | Japonia                    | The Human Condition: Road to Eternity                                          | Ningen no jōken II (人間の條件)                               | Masaki Kobayashi                   | Imperial Japoniaese Army basic training; part two of trilogy |
| 1959 | Statele Unite              | Never So Few                                                                   |                                                               | John Sturges                       | Burma campaign |
| 1959 | Polonia                    | Octopus Cafe                                                                   | Cafe Pod Minogą                                               | Bronisław Brok                     | Comedy. Polish resistance |
| 1959 | Regatul Unit               | Operation Amsterdam                                                            |                                                               | Michael McCarthy                   | British commandos on mission to occupied Holland find fortune in Nazi diamonds |
| 1959 | Statele Unite              | Operation Petticoat                                                            |                                                               | Blake Edwards                      | Comedy. Submarine commander stuck with decrepit pink sub, con-man executive officer and group of Army nurses |
| 1959 | Statele Unite              | Paratroop Command                                                              |                                                               | William Witney                     | US Army paratroopers in North Africa, Sicily, and Italia |
| 1959 | Polonia                    | Lotna                                                                          | Lotna                                                         | Andrzej Wajda                      | Polish Cavalry and Invasion of Polonia, 1939 |
| 1959 | Regatul Unit               | The Square Peg                                                                 |                                                               | John Paddy Carstairs               | Comedy. British council workmen drafted into service in Franța and mistaken for spies by Nazis |
| 1959 | RFG                        | Stalingrad: Dogs, Do You Want to Live Forever? (Battle Inferno)                | Hunde, wollt ihr ewig leben                                   | Frank Wisbar                       | Drama. Romanian Army component of German 6th Army and Battle of Stalingrad |
| 1959 | East Germany Bulgaria      | Stars                                                                          | Sterne                                                        | Konrad Wolf                        | |
| 1959 | Polonia                    | The Stone Sky                                                                  | Kamienne niebo                                                | Czesław Petelski, Ewa Petelska     | Warsaw Uprising, 1944 |
| 1959 | Statele Unite              | Tank Commandos                                                                 |                                                               | Burt Topper                        | Drama. US ammo and demolition unit on reconnaissance mission to determine where Germans ford river |
| 1959 | Regatul Unit RFG           | Ten Seconds to Hell (The Phoenix)                                              | [ 18 ]                                                        | Robert Aldrich                     | Thriller based on Lawrence P. Bachmann novel. German bomb disposal squad in post-war Berlin |
| 1959 | Statele Unite              | Timbuktu                                                                       |                                                               | Jacques Tourneur                   | Tuareg revolt in French West Africa, 1940 |
| 1959 | Statele Unite              | Up Periscope                                                                   |                                                               | Gordon Douglas                     | Action-drama. US Navy frogman aboard submarine on reconnaissance mission to Japoniaese-held island |
| 1959 | Polonia                    | Biały niedźwiedź                                                               | Ursul alb                                                     | Jerzy Zarzycki                     | Henryk Fogel, un savant evreu, care este capturat de un maior german. Munții Tatra și Zakopane, Holocaustul din Polonia, 1941                                                                                           |
| 1959 | Italia Franța              | Lupi nell'abisso Les loups dans l'abîme                                        |                                                               | Silvio Amadio                      | Marinarii prinși într-un submarin italian avariat |

## Anii 1960
| Anul | Țara                                     | Titlul original (Titlul alternativ)                                               | Titlul cu care a fost difuzat în România                                                 | Regizor                                                      | Bătălii, campanii, evenimente descrise |
| ---- | ---------------------------------------- | --------------------------------------------------------------------------------- | ---------------------------------------------------------------------------------------- | ------------------------------------------------------------ | --- |
| 1960 | Franța                                   | La Chatte sort ses griffes                                                        | Pisica își scoate ghiarele                                                               | Henri Decoin                                                 | |
| 1960 | RFG                                      | Toter Winkel (Blind Spot) (TV)                                                    |                                                                                          | Wolfgang Luderer                                             | Drama. O fermieră germană în dezacord cu gardianul lagărului de muncă forțată în pragul ocupației sovietice, 1945 |
| 1960 | Italia                                   | Il corazziere                                                                     |                                                                                          | Camillo Mastrocinque                                         | Comedie. Necazurile unui soldat italian scund |
| 1960 | Italia Franța                            | Era notte a Roma Les Évadés de la nuit                                            | Era noapte la Roma                                                                       | Roberto Rossellini                                           | Prizonieri de război aliați scăpați din Italia înainte de eliberare |
| 1960 | Italia Franța                            | Tutti a casa La Grande Pagaille                                                   | Cu toții acasă                                                                           | Luigi Comencini                                              | Commedia all’italiana. Cele patru zile ale orașului Neapole, ocupația dublă și haosul ulterior |
| 1960 | RDG                                      | Fünf Patronenhülsen                                                               | Cinci cartușe                                                                            | Frank Beyer                                                  | În timpul războiului spaniol, comisarul german Witting și cinci interbrigadieri acoperă retragerea batalionului lor. |
| 1960 | Statele Unite                            | The Gallant Hours                                                                 | Orele galante                                                                            | Robert Montgomery                                            | Biografia lui amiralului William F. „Bull” Halsey. Eforturi împotriva Amiralului Isoroku Yamamoto și a forțelor imperiale japoneze în campania din Guadalcanal                                                                      |
| 1960 | Statele Unite                            | Hell to Eternity                                                                  | Din iad în eternitate                                                                    | Phil Karlson                                                 | Bătălia de la Saipan și discriminarea în timp de război împotriva japonezilor-americani |
| 1960 | Italia                                   | La lunga notte del '43                                                            | Lunga noapte a lui 43                                                                    | Florestano Vancini                                           | Invazia aliată în Italia |
| 1960 | Italia                                   | The Hunchback of Rome                                                             | Il gobbo                                                                                 | Carlo Lizzani                                                | Italian partisan under German occupation becomes a gangster after the liberation of Rome |
| 1960 | Danemarca                                | The Last Winter                                                                   | Den sidste vinter                                                                        | Edvin Tiemroth, Anker Sørensen                               | Resistance group on Denmark's Lolland island attempts to liberate wounded British officer, Winter 1944–45 |
| 1960 | Statele Unite                            | The Mountain Road                                                                 |                                                                                          | Daniel Mann                                                  | Drama based on Theodore White novel. US Army demolition officer's attempts to destroy bridges and roads useful to Imperial Japoniaese Army                                                                                          |
| 1960 | Danemarca                                | Frihedens Pris (Price of Freedom)                                                 |                                                                                          | Annelise Hovmand                                             | |
| 1960 | România                                  | Secretul cifrului                                                                 | Secretul cifrului                                                                        | Lucian Bratu                                                 | Retreat of Nazi forces from Romania in 1944 |
| 1960 | Regatul Unit                             | Sink the Bismarck!                                                                |                                                                                          | Lewis Gilbert                                                | Operation Rheinübung and Battle of the Atlantic |
| 1960 | Statele Unite                            | Ski Troop Attack                                                                  |                                                                                          | Roger Corman                                                 | Action. US ski-troop commandos behind German lines to destroy rail bridge |
| 1960 | Cehoslovacia                             | Slingshot Bearer                                                                  | Práče                                                                                    | Karel Kachyňa                                                | Story of Czechoslovak children participating in homeland liberation after Czechoslovak army rescue from concentration camps on Eastern Front                                                                                        |
| 1960 | Japonia                                  | Storm Over the Pacific (I Bombed Pearl Harbor)                                    | Hawai Middouei daikaikusen: Taiheiyo no arashi (ハワイ・ミッドウェイ大海空戦 太平洋の嵐) | Shuei Matsubayashi                                           | Imperial Japoniaese Navy pilot serving on Japoniaese aircraft carrier Hiryū in battles of Pearl Harbor and Midway |
| 1960 | Italia                                   | The Tank of 8 September                                                           | Il carro armato dell'8 settembre                                                         | Gianni Puccini                                               | Italian Armistice of 8 September 1943 |
| 1960 | Franța                                   | Un taxi pour Tobrouk                                                              | Un taxi pentru Tobruk                                                                    | Denys de La Patellière                                       | Comandouri Franțaze în Africa de Nord în misiune de a captura ofițeri germani și a ajunge la liniile aliaților |
| 1960 | Italia                                   | La ciociara                                                                       | Ciociara                                                                                 | Vittorio De Sica                                             | Drama. Italian mother and daughter raped by French Expeditionary Corps troops (Marocchinate) |
| 1960 | Italia Statele Unite                     | Under Ten Flags                                                                   | [ 18 ]                                                                                   | Duilio Coletti                                               | The 665-day pursuit of German surface raider Atlantis and Battle of the Atlanticrama. Italian mother and daughter raped by French Expeditionary Corps troops (Marocchinate)                                                         |
| 1961 | Hungary                                  | Két félidő a pokolban                                                             | Două reprize în iad                                                                      | Zoltán Fábri                                                 | Dramă. Soccer match between POWs and Germans |
| 1961 | Franța-Italia-Japonia                    | Qui êtes-vous, Monsieur Sorge?                                                    | Cine ești dumneata, domnule Sorge?                                                       | Yves Ciampi                                                  | Spionaj |
| 1961 | Denmark                                  | Alarm in the Baltic                                                               | Sorte Shara (Alarm i Østersøen, DVD)                                                     | Sven Methling                                                | Baltic naval battle and escape to neutral Suedia |
| 1961 | Statele Unite                            | Battle at Bloody Beach                                                            |                                                                                          | Herbert Coleman                                              | Romance/Drama. Civilian US Navy contractor supplies Filipino guerrillas while searching for wife |
| 1961 | Regatul Unit Italia                      | The Best of Enemies                                                               | I due nemici                                                                             | Guy Hamilton                                                 | Comedy. East African Campaign |
| 1961 | Polonia                                  | Birth Certificate                                                                 | Świadectwo urodzenia                                                                     | Stanisław Różewicz                                           | Invasion of Polonia, 1939 |
| 1961 | Statele Unite Franța                     | Bridge to the Sun                                                                 | Pont vers le soleil                                                                      | Étienne Périer                                               | Romance-drama based on autobiography of Gwendolen Terasaki. Wife to First Secretary at Japoniaese Embassy in Washington when Pearl Harbor is bombed and later liaison between Palace and Supreme Allied Commander Douglas MacArthur |
| 1961 | Italia                                   | Un giorno da leoni                                                                | O zi ca leii                                                                             | Nanni Loy                                                    | Italian armistice and the beginning of resistance in Italia |
| 1961 | Italia                                   | Desert Furlough                                                                   | Pastasciutta nel deserto                                                                 | Carlo Ludovico Bragaglia                                     | Comedy. Misadventures of an Italian soldier in the rear of the front at El Alamein |
| 1961 | Italia                                   | Una vita difficile                                                                | Viață dificilă                                                                           | Dino Risi                                                    | Comedie-dramă. Mișcarea de rezistență italiană și reajustarea postbelică |
| 1961 | Italia                                   | The Fascist                                                                       | Il federale                                                                              | Luciano Salce                                                | Comedy. Member of Fascist Brigate Nere and sojourn with captive anti-Fascist |
| 1961 | RDG                                      | Der Fall Gleiwitz                                                                 | Cazul Gleiwitz                                                                           | Gerhard Klein                                                | Incidentul Gleiwitz, 1939 |
| 1961 | Regatul Unit                             | The Guns of Navarone                                                              | Tunurile din Navarone                                                                    | J. Lee Thompson                                              | Acțiune-aventură. Comando al aliaților în misiune în Teatrul de luptă mediteranian |
| 1961 | Japonia                                  | The Human Condition: A Soldier's Prayer                                           | Ningen no jōken III (人間の條件 III 人間の條件 完結篇)                                   | Masaki Kobayashi                                             | Part three of trilogy |
| 1961 | India                                    | Hum Dono                                                                          | Hum Dono                                                                                 | Amarjeet, Vijay Anand                                        | Musical drama. Indian Army officer in Burma campaign longs for home but has one last duty to perform |
| 1961 | Statele Unite                            | Judgment at Nuremberg                                                             | Procesul de la Nürnberg                                                                  | Stanley Kramer                                               | Drama. The Nuremberg Trials |
| 1961 | Statele Unite                            | The Last Time I Saw Archie                                                        |                                                                                          | Jack Webb                                                    | Comedy. Enlistment, training and commissioning of Civilian Air Corps into Army Air Force near end of war |
| 1961 | Regatul Unit                             | The Middle Course                                                                 |                                                                                          | Montgomery Tully                                             | Drama. Canadian pilot downed on mission aids French Resistance under German occupation of Franța |
| 1961 | Polonia                                  | Night Train                                                                       | Ludzie z pociągu                                                                         | Kazimierz Kutz                                               | German occupation of Polonia |
| 1961 | Statele Unite                            | On the Double                                                                     |                                                                                          | Melville Shavelson                                           | Comedy. Allied soldier awaiting D-Day and impersonation of Allied general to foil assassination by German agents |
| 1961 | Statele Unite                            | Operation Bottleneck                                                              |                                                                                          | Edward L. Cahn                                               | US paratroopers in the Burma campaign |
| 1961 | RFG                                      | Ordered to Love                                                                   | Lebensborn                                                                               | Werner Klingler                                              | Exploitation. Nazi Lebensborn programme |
| 1961 | Statele Unite                            | The Outsider                                                                      |                                                                                          | Delbert Mann                                                 | Drama based on life of Ira Hayes. Native American Marine who raised the flag on Iwo Jima |
| 1961 | Italia                                   | Pigeon Shoot                                                                      | Tiro al piccione                                                                         | Giuliano Montaldo                                            | Decima MAS of the Italian Social Republic |
| 1961 | East Germany                             | Professor Mamlock                                                                 | Professor Mamlock                                                                        | Konrad Wolf                                                  | Drama based on Friedrich Wolf play. Jewish doctor fails to resist the Nazis |
| 1961 | Polonia                                  | Samson                                                                            | Samson                                                                                   | Andrzej Wajda                                                | Holocaust during German occupation of Polonia |
| 1961 | Polonia                                  | Spring                                                                            | Kwiecień                                                                                 | Witold Lesiewicz                                             | Wehrmacht on Eastern Front, 1945 |
| 1961 | Hong Kong                                | Sun, Moon and Star                                                                | Xingxing yueliang taiyang (星星月亮太陽) (Mandarin)                                      | Yi Wen                                                       | Drama. Chinese resistance |
| 1961 | Polonia                                  | Tonight a City Will Die                                                           | Dziś w nocy umrze miasto                                                                 | Jan Rybkowski                                                | Dresden, 1945 |
| 1961 | Italia                                   | The Two Marshals                                                                  | I due marescialli                                                                        | Sergio Corbucci                                              | Comedy. Carabinieri during the German occupation of Italia |
| 1961 | Regatul Unit                             | Very Important Person                                                             |                                                                                          | Ken Annakin                                                  | Comedy. British POWs in Stalag |
| 1962 | Statele Unite                            | The Counterfeit Traitor                                                           |                                                                                          | George Seaton                                                | Drama/Thriller based on Alexander Klein non-fiction novel. American-born Swedish oil-trader coerced by Allies into spying on Nazis                                                                                                  |
| 1962 | Italia                                   | Desert War                                                                        | Quattro notti con l'alba                                                                 | Luigi Filippo D'Amico                                        | Four Italian soldiers and a woman during the retreat after the Second Battle of El Alamein |
| 1962 | Franța                                   | The Elusive Corporal (The Vanishing Corporal)                                     | Le caporal épinglé                                                                       | Jean Renoir                                                  | Comedy-drama. Upper-class Parisian corporal captured by Germans in Battle of Franța and his various escape attempts from stalag, 1940                                                                                               |
| 1962 | Italia                                   | Le quattro giornate di Napoli                                                     | Cele patru zile ale orașului Neapole                                                     | Nanni Loy                                                    | Dramă. Cele Four days of Naples |
| 1962 | Statele Unite                            | The Four Horsemen of the Apocalypse                                               | Cei patru cavaleri ai apocalipsului                                                      | Vincente Minnelli                                            | Drama. German family, from Germany to Argentina and occupied Franța, between country, Nazism and anti-Nazism |
| 1962 | Statele Unite                            | Hell Is for Heroes                                                                |                                                                                          | Don Siegel                                                   | Action-drama. Western front |
| 1962 | Soviet Union                             | Иваново детство Ivanovo detstvo                                                   | Copilăria lui Ivan titlu alternativ: Flăcări și flori                                    | Andrei Tarkovski                                             | Dramă. Orphaned boy, cared for by Soviet officers, works as spy on Eastern Front, crossing German lines |
| 1962 | Iugoslavia                               | Kozara                                                                            | Kozara                                                                                   | Veljko Bulajić                                               | Kozara Offensive |
| 1962 | Olanda                                   | Like Two Drops of Water (The Dark Room of Damocles / The Spitting Image)          | Als twee druppels water                                                                  | Fons Rademakers                                              | Mystery drama based on Willem Frederik Hermans novel. Dutch Resistance |
| 1962 | Statele Unite                            | The Longest Day                                                                   | Ziua cea mai lungă                                                                       | Bernhard Wicki, Andrew Marton and Ken Annakin                | Action-drama. Normandy landings |
| 1962 | Statele Unite Philippines                | Lost Battalion                                                                    |                                                                                          | Eddie Romero                                                 | Acțiune-dramă. Liderul de gherilă filipinez care cunoaște jungla încearcă să salveze refugiații americani prinși de japonezi în Filipine                                                                                            |
| 1962 | Statele Unite                            | Merrill's Marauders                                                               |                                                                                          | Samuel Fuller                                                | Merrill's Marauders |
| 1962 | Statele Unite                            | No Man is an Island (Island Escape)                                               |                                                                                          | Richard Goldstone, John Monks Jr.                            | Drama based on George Tweed. US sailor is only serviceman on Guam to avoid capture by Japoniaese |
| 1962 | Italia Franța                            | Un branco di vigliacchi                                                           | Banda de lași                                                                            | Fabrizio Taglioni                                            | Violența germană cu puțin timp înainte de sosirea Aliaților în Italia ocupată |
| 1962 | Regatul Unit                             | Operation Snatch                                                                  |                                                                                          | Robert Day                                                   | Comedy. Officer responsible for Barbary apes on Gibraltar behind German lines to snatch an ape to prevent British departure from Gibraltar                                                                                          |
| 1962 | Olanda                                   | The Silent Raid                                                                   | De Overval                                                                               | Paul Rotha                                                   | Crime-thriller based on true story. Allied POW and Dutch Resistance escape from Leeuwarden prison, 1944 |
| 1962 | East Germany                             | Star-Crossed Lovers (Invincible Love)                                             | Königskinder                                                                             | Frank Beyer                                                  | Drama. |
| 1962 | Greece                                   | Stick Them Up, Hitler                                                             | Psila ta heria Hitler (Ψηλά τα Χέρια Χίτλερ)                                             | Roviros Manthoulis                                           | Comedy-drama. Greek Resistance |
| 1962 | Philippines                              | Suicide Commandoes                                                                |                                                                                          | Armando Garces                                               | Six Filipino guerrillas aid Lieutenant in destroying Japoniaese airfield during Battle of Bessang Pass |
| 1962 | Italia                                   | Ten Italians for One German                                                       | Dieci italiani per un tedesco                                                            | Filippo Walter Ratti                                         | Italian resistance in Rome and Ardeatine massacre |
| 1962 | Italia                                   | I due colonnelli                                                                  | Doi colonei                                                                              | Steno                                                        | Comedie. An Italian and a British colonel in Greece |
| 1962 | Italia Regatul Unit                      | The Valiant                                                                       | L'affondamento della Valiant                                                             | Roy Ward Baker                                               | Raid on Alexandria (1941) |
| 1962 | Denmark                                  | Venus fra Vestø                                                                   | Venus fra Vestø                                                                          | Annelise Reenberg                                            | Comedy based on true story. Prized cow on Danish island in danger of being seized by German occupation forces or British agricultural department                                                                                    |
| 1962 | Polonia                                  | Walther P-38 (TV)                                                                 | Pistolet typu Walter P-38                                                                | Edward Etler                                                 | Polish resistance |
| 1962 | Regatul Unit                             | The War Lover                                                                     |                                                                                          | Philip Leacock                                               | American bomber crews in England |
| 1962 | Japonia                                  | The Pacific War and Himeyuri Corps                                                | 太平洋戦争と姫ゆり部隊 (Taiheiyô Sensô to Himeyuri Butai)                                | Kiyoshi Komori                                               | Himeyuri students in Battle of Okinawa |
| 1963 | Finlanda                                 | Commando Assault                                                                  | Sissit                                                                                   | Mikko Niskanen                                               | Guerrilla warfare during Continuation War |
| 1963 | Statele Unite Philippines                | Cry of Battle                                                                     |                                                                                          | Irving Lerner                                                | Mercenary fighting with partisans in Philippines during Japoniaese occupation of the Philippines |
| 1963 | Statele Unite                            | The Great Escape                                                                  | Marea evadare                                                                            | John Sturges                                                 | Allied POWs mount mass escape from Stalag Luft III |
| 1963 | Italia                                   | The Hand on the Rifle                                                             | La mano sul fucile                                                                       | Luigi Turolla                                                | Soldiers of the Italian Social Republic against Italian partisans |
| 1963 | Polonia                                  | Manhunter                                                                         | Naganiacz                                                                                | Czesław Petelski, Ewa Petelska                               | Holocaust in Polonia |
| 1963 | Regatul Unit                             | Mystery Submarine (Decoy)                                                         |                                                                                          | C.M. Pennington-Richards                                     | Adventure-drama. Captured U-boat on Royal Navy mission to mislead German naval force |
| 1963 | East Germany                             | Nackt unter WölfenNaked Among Wolves                                              | Gol printre lupi                                                                         | Frank Beyer                                                  | Drama based on Bruno Apitz novel. Child hidden in Buchenwald until camp's liberation |
| 1963 | Polonia                                  | On the White Trails                                                               | Na białym szlaku                                                                         | Jarosław Brzozowski                                          | Nazi and Polish forces in Arctic at end of war |
| 1963 | Polonia                                  | Passenger                                                                         | Pasażerka                                                                                | Andrzej Munk                                                 | Female SS officer at Auschwitz-Birkenau and her relationship with inmate |
| 1963 | Regatul Unit                             | The Password is Courage                                                           |                                                                                          | Andrew Stone                                                 | Comedy-drama based on POW Sgt. Maj. Charles Coward. Captured soldier's attempts to escape Germans |
| 1963 | Philippines                              | Pinakamagandang hayop sa daigdig                                                  | Pinakamagandang hayop sa daigdig                                                         | Pablo Santiago                                               | Heroic Filipina during Japoniaese occupation of the Philippines |
| 1963 | Statele Unite                            | PT 109                                                                            |                                                                                          | Leslie H. Martinson                                          | John F. Kennedy's USN service on Pacific Front |
| 1963 | Statele Unite                            | The Quick and the Dead                                                            |                                                                                          | Robert Totten                                                | Action-drama. Isolated US soldiers aided by partisans during Italian Campaign, 1944 |
| 1963 | Iugoslavia                               | The Raid on Drvar                                                                 | Desant na Drvar                                                                          | Fadil Hadžić                                                 | Operation Rösselsprung (1944) |
| 1963 | Philippines Statele Unite                | The Raiders of Leyte Gulf                                                         |                                                                                          | Eddie Romero                                                 | Philippines before Battle of Leyte |
| 1963 | Philippines                              | Sierra Madre                                                                      |                                                                                          | Armando A. Herrera                                           | Campaigns of demolition men during Japoniaese Occupation of the Philippines |
| 1963 | Philippines                              | Sigaw ng Digmaan                                                                  | Sigaw ng Digmaan                                                                         | Efren Reyes, Sr.                                             | Philippine Army resistance, 1941 |
| 1963 | Italia                                   | The Terrorist                                                                     | Il terrorista                                                                            | Gianfranco De Bosio                                          | Italian partisans in Venice |
| 1963 | Italia Statele Unite                     | Torpedo Bay                                                                       | Finché dura la tempesta                                                                  | Charles Frend                                                | Italian submarine is chased by the British as it tries to pass through the Strait of Gibraltar |
| 1963 | Italia                                   | Il processo di Verona                                                             | Procesul de la Verona                                                                    | Carlo Lizzani                                                | en:Verona trial |
| 1963 | Regatul Unit                             | The Victors                                                                       |                                                                                          | Carl Foreman                                                 | Drama. US soldiers in European Theatre of combat following D-Day |
| 1963 | Polonia                                  | Where is the General?                                                             | Gdzie jest generał...                                                                    | Tadeusz Chmielewski                                          | Comedy. Eastern Front, 1945 |
| 1963 | Italia                                   | Wine, Whiskey and Salt Water                                                      | Vino, whisky e acqua salata                                                              | Mario Amendola                                               | Comedy. An Italian submarine sinks an English warship and takes its very British commander as prisoner |
| 1964 | SUA                                      | 36 Hours                                                                          | 36 de ore                                                                                | George Seaton                                                | |
| 1964 | Polonia                                  | Prawo i pięść                                                                     | Legea și forța                                                                           | Jerzy Hoffman și Edward Skórzewski                           | |
| 1964 | Soviet Union                             | The Alive and the Dead                                                            | Живые и мёртвые                                                                          | Aleksandr Stolper                                            | Military journalism in the country during the period of counter attacks in Battle of Moscow |
| 1964 | Statele Unite                            | The Americanization of Emily                                                      |                                                                                          | Arthur Hiller                                                | Planning for Normandy landings |
| 1964 | Czechoslovakia                           | The Assassination                                                                 | Atentát                                                                                  | Jiří Sequens                                                 | Operation Anthropoid |
| 1964 | Italia Soviet Union                      | Attack and Retreat                                                                | Italiani brava gente Oni shli na vostok (Они шли на Восток)                              | Giuseppe De Santis                                           | Drama. Unheralded and unsuccessful Eastern Front invasion of Soviet Union by Italian army |
| 1964 | Statele Unite                            | Back Door to Hell                                                                 |                                                                                          | Monte Hellman                                                | American commandos prepare for Gen. MacArthur's return to Philippines |
| 1964 | Polonia                                  | Battle Colours                                                                    | Barwy walki                                                                              | Jerzy Passendorfer                                           | Polish resistance, 1944 |
| 1964 | China                                    | Dr. Bethune                                                                       | Bái Qiúēn dai fu (白求恩大夫)                                                            | Gao Zheng, Li Shutian                                        | Drama based on Zhou Erfu book. Canadian doctor Norman Bethune dies aiding Red Army in Sino-Japoniaese War |
| 1964 | Polonia                                  | End of our World                                                                  | Koniec naszego świata                                                                    | Wanda Jakubowska                                             | Auschwitz |
| 1964 | Statele Unite                            | Ensign Pulver                                                                     |                                                                                          | Joshua Logan                                                 | Romantic comedy. South West Pacific Theatre; sequel to 1955 film Mister Roberts |
| 1964 | Statele Unite                            | Father Goose                                                                      |                                                                                          | Ralph Nelson                                                 | Comedy-drama. Coast watcher on Matalava island monitoring Japoniaese plane movements in the South Pacific |
| 1964 | Georgian SSR                             | The Father of the Soldier                                                         | Jariskatsis mama (ჯარისკაცის მამა) Otets soldata (Отец солдата)                          | Rezo Chkheidze (Revaz Tchkheidze)                            | Drama. Georgian peasant leaving village for front lines to find wounded soldier son |
| 1964 | Polonia                                  | The First Day of Freedom                                                          | Pierwszy dzień wolności                                                                  | Aleksander Ford                                              | Polish POWs in German Stalag, 1945 |
| 1964 | Japonia Statele Unite                    | Flight from Ashiya                                                                |                                                                                          | Michael Anderson                                             | USAAF pilots relive events in North Africa and Pacific |
| 1964 | Polonia                                  | Giuseppe w Warszawie                                                              | Giuseppe la Varșovia                                                                     | Stanisław Lenartowicz                                        | Comedie. Soldat italian în Polonia, 1943 |
| 1964 | Statele Unite                            | McHale's Navy                                                                     |                                                                                          | Edward Montagne                                              | Comedy. American PT boat crew in Pacific Ocean theater of World War II and New Caledonia |
| 1964 | Philippines                              | The Guns of Corregidor                                                            | Mga Kanyon ng Corregidor                                                                 | Jose de Villa, Mar S. Torres                                 | Battle of Corregidor |
| 1964 | Iugoslavia                               | Nikoletina Bursać                                                                 | Nikoletina Bursać                                                                        | Branko Bauer                                                 | Yugoslav partisan Nikoletina Bursać |
| 1964 | Denmark                                  | Paradise and Back                                                                 | Paradis Retur                                                                            | Gabriel Axel                                                 | Romance/Drama. Life near imposing landfill amid pre-War Denmark and Danish Resistance under German occupation of Denmark, 1928–1945                                                                                                 |
| 1964 | Statele Unite                            | The Pawnbroker                                                                    |                                                                                          | Sidney Lumet                                                 | Drama. New York City Auschwitz survivor tormented by memories |
| 1964 | Statele Unite                            | The Secret Invasion                                                               |                                                                                          | Roger Corman                                                 | Allied convicts recruited for mission to capture Nazi-imprisoned Italian general planning to switch sides and turnover army to Allies                                                                                               |
| 1964 | Regatul Unit                             | The Secret of Blood Island                                                        |                                                                                          | Quentin Lawrence                                             | British POWs help wounded female agent escape Japoniaese; loosely based sequel to 1958 film The Camp on Blood Island |
| 1964 | South Africa                             | Seven Against the Sun                                                             |                                                                                          | David Millin                                                 | East African Campaign |
| 1964 | Statele Unite                            | Shell Shock                                                                       |                                                                                          | John Hayes                                                   | Italian Campaign |
| 1964 | Regatul Unit                             | 633 Squadron (Squadron 633)                                                       |                                                                                          | Walter Grauman                                               | Drama. RAF squadron on mission to destroy German V-2 rocket fuel factory in Occupied Norway |
| 1964 | Statele Unite                            | The Thin Red Line                                                                 |                                                                                          | Andrew Marton                                                | Guadalcanal campaign |
| 1964 | Statele Unite Franța Italia              | The Train                                                                         |                                                                                          | John Frankenheimer                                           | Resistance in Occupied Franța |
| 1964 | Polonia                                  | The Unknown                                                                       | Nieznany                                                                                 | Witold Lesiewicz                                             | Soviet Gulag and Eastern Front, 1943–44 |
| 1964 | Philippines Statele Unite                | The Walls of Hell                                                                 | Intramuros                                                                               | Eddie Romero, Gerardo de León                                | Battle of Intramuros |
| 1964 | Franța                                   | Weekend at Dunkirk                                                                | Week-end à Zuydcoote                                                                     | Henri Verneuil                                               | Battle of Dunkirk |
| 1964 | Polonia                                  | Wounded in the Forest                                                             | Ranny w lesie                                                                            | Janusz Nasfeter                                              | Polish resistance |
| 1964 | Regatul Unit                             | The Yellow Rolls-Royce                                                            |                                                                                          | Anthony Asquith                                              | Axis invasion of Iugoslavia |
| 1965 | Polonia                                  | And All Will Be Quiet                                                             | Potem nastąpi cisza                                                                      | Janusz Morgenstern                                           | Polish resistance, 1944 |
| 1965 | Statele Unite                            | Battle of the Bulge                                                               |                                                                                          | Ken Annakin                                                  | Ardennes Offensive |
| 1965 | Polonia                                  | The Boots (TV)                                                                    | Buty                                                                                     | Czesław Petelski, Ewa Petelska                               | Eastern Front military hospital |
| 1965 | Italia                                   | The Camp Followers                                                                | Le soldatesse                                                                            | Valerio Zurlini                                              | Italian soldiers escort a group of prostitutes in occupied Greece |
| 1965 | Polonia                                  | The Cart (TV)                                                                     | Wózek                                                                                    | Czesław Petelski, Ewa Petelska                               | Soviet POWs in Polonia |
| 1965 | Hungary                                  | The Corporal and Others                                                           | A tizedes meg a többiek                                                                  | Márton Keleti                                                | Comedy. Hungarian soldiers attempt to surrender to Soviet army |
| 1965 | Polonia                                  | The Day after the War (TV)                                                        | Nazajutrz po wojnie                                                                      | Lech Lorentowicz                                             | Eastern Front, 1945 |
| 1965 | Polonia                                  | Death in the Middle Room (TV)                                                     | Śmierć w środkowym pokoju                                                                | Andrzej Trzos-Rastawiecki                                    | German occupation of Polonia |
| 1965 | Philippines                              | The Ferdinand E. Marcos Story                                                     | Iginuhit ng Tadhana                                                                      | Mar S. Torres, Jose de Villa, Conrado Conde                  | Biography of Ferdinand Marcos during Japoniaese Occupation of the Philippines |
| 1965 | Czechoslovakia                           | The Fifth Horseman is Fear (...and the Fifth Horseman Is Fear)                    | A pátý jezdec je strach                                                                  | Zbyněk Brynych                                               | Drama. Mental effects of Holocaust and oppression in Prague under Nazi occupation |
| 1965 | Regatul Unit                             | The Heroes of Telemark                                                            |                                                                                          | Anthony Mann                                                 | Norwegian resistance movement and Operation Gunnerside |
| 1965 | Regatul Unit                             | The Hill                                                                          |                                                                                          | Sidney Lumet                                                 | North African military prison |
| 1965 | Statele Unite                            | In Harm's Way                                                                     |                                                                                          | Otto Preminger                                               | Pacific Theater of Operations |
| 1965 | Statele Unite                            | King Rat                                                                          |                                                                                          | Otto Preminger                                               | Based on James Clavell novel. Allied POWs under Japoniaese captors |
| 1965 | Polonia                                  | The Little Daughter (TV)                                                          | Córeczka                                                                                 | Czesław Petelski, Ewa Petelska                               | Polonia, 1944 |
| 1965 | Statele Unite                            | McHale's Navy Joins the Air Force                                                 |                                                                                          | Edward Montagne                                              | American PT boat crew in Pacific Theatre; sequel to 1964 film McHale's Navy |
| 1965 | Polonia Franța RFG                       | The Moment of Peace (TV)                                                          | Czas pokoju                                                                              | Georges Franju, Tadeusz Konwicki, Egon Monk, Wojciech Solarz | Anthology. Occupation stories in Franța, Germany, and Polonia |
| 1965 | Statele Unite                            | Morituri (Saboteur: Code Name Morituri)                                           |                                                                                          | Bernhard Wicki                                               | German in India blackmailed by British to impersonate SS officer aboard cargo ship bound for Germany |
| 1965 | Statele Unite Japonia                    | None but the Brave                                                                | [ 18 ]                                                                                   | Frank Sinatra                                                | US and Japoniaese soldiers temporarily unite to survive on isolated Pacific Island |
| 1965 | Regatul Unit                             | Operation Crossbow (The Great Spy Mission)                                        |                                                                                          | Michael Anderson                                             | Operation Crossbow |
| 1965 | Philippines                              | My Beloved Philippines                                                            | Pilipinas kong mahal                                                                     | Efren Reyes                                                  | Romance-Drama. Battle of Bataan, Makapili, and Guerrilla movement in the Philippines during the Japoniaese occupation of the Philippines                                                                                            |
| 1965 | Philippines Statele Unite                | The Ravagers                                                                      |                                                                                          | Eddie Romero                                                 | Filipino guerrillas battle remaining Japoniaese forces |
| 1965 | Philippines                              | Sa Bawat Hakbang...Panganib                                                       | Sa Bawat Hakbang...Panganib                                                              | Armando A. Herrera                                           | Filipino guerrillas rescue US soldiers with information for resistance movement |
| 1965 | Czechoslovakia                           | The Shop on Main Street                                                           | Obchod na korze                                                                          | Ján Kadár, Elmar Klos                                        | Drama. Aryanization of rump Slovak State |
| 1965 | Statele Unite                            | Situation Hopeless... But Not Serious                                             |                                                                                          | Gottfried Reinhardt                                          | Comedy based on Robert Shaw novel. |
| 1965 | Regatul Unit                             | The Sound of Music                                                                |                                                                                          | Robert Wise                                                  | 1965 Best Picture Musical drama. Von Trapp family in Salzburg during Nazi Anschluss |
| 1965 | Japonia                                  | Story of a Prostitute                                                             | Shunpuden (春婦伝)                                                                       | Seijun Suzuki                                                | Brothel at a Japoniaese outpost in Manchukuo |
| 1965 | Statele Unite                            | 36 Hours                                                                          |                                                                                          | George Seaton                                                | Thriller based on Roald Dahl story. Early June 1944, Germans deceive American officer that it is 1950 and war is over |
| 1965 | Iugoslavia                               | Three                                                                             | Tri                                                                                      | Aleksandar Petrović                                          | Partisan warfare in Iugoslavia |
| 1965 | China                                    | Tunnel War                                                                        | Dì dào zhàn (地道战)                                                                     | Ren Xudong                                                   | Tunnel warfare in China during Sino-Japoniaese War |
| 1965 | Statele Unite Franța                     | Up from the Beach                                                                 |                                                                                          | Robert Parrish                                               | US patrol and their German prisoner after D-Day |
| 1965 | Statele Unite                            | Von Ryan's Express                                                                |                                                                                          | Mark Robson                                                  | Allied POWs escape from Italian camps by train |
| 1966 | Statele Unite                            | Ambush Bay                                                                        |                                                                                          | Ron Winston                                                  | US Marine amphibious scouts prior to 1944 invasion of the Philippines |
| 1966 | Cehoslovacia                             | Ostře sledované vlaky                                                             | Trenuri bine păzite                                                                      | Jiří Menzel                                                  | Un erou puțin probabil ia poziție împotriva ocupării germane a Cehoslovaciei |
| 1966 | Cehoslovacia                             | Kočár do Vídně                                                                    | O căruță spre Viena                                                                      | Karel Kachyňa                                                | |
| 1966 | Polonia                                  | Contribution                                                                      | Kontrybucja                                                                              | Jan Łomnicki                                                 | Polish resistance |
| 1966 | Polonia                                  | Don Gabriel                                                                       | Don Gabriel                                                                              | Ewa Petelska, Czesław Petelski                               | Comedy. Polish Campaign, 1939 |
| 1966 | Franța                                   | Don't Look Now... We're Being Shot At!                                            | La Grande Vadrouille                                                                     | Gérard Oury                                                  | Comedy. RAF crew attempt escape through occupied Franța aided by two Frenchmen |
| 1966 | Iugoslavia                               | Eagles Fly Early                                                                  | Orlovi rano lete                                                                         | Soja Jovanović                                               | Young boys assist the partisans in fighting the Germans invading Iugoslavia |
| 1966 | Statele Unite                            | I Deal In Danger                                                                  |                                                                                          | Walter Grauman                                               | American correspondent and double agent for neutral US against Nazis; feature-length compilation of short-lived TV series Blue Light                                                                                                |
| 1966 | Latvian SSR                              | I remember everything, Richard (cut version) (Rocks and Splinters; uncut version) | Es visu atceros, Ricard! (cut version) (Akmens un šķembas; uncut version)                | Rolands Kalnins                                              | Latvian Legion on Leningrad Front; AKA Dzimtene, piedod |
| 1966 | Statele Unite Franța                     | Is Paris Burning?                                                                 | Paris brûle-t-il?                                                                        | René Clément                                                 | Liberation of Paris |
| 1966 | Israel Regatul Unit Statele Unite        | Judith (Conflict)                                                                 | [ 18 ]                                                                                   | Daniel Mann                                                  | Woman betrayed by Nazi husband is interned in Dachau concentration camp and seeks revenge |
| 1966 | Franța                                   | Line of Demarcation                                                               | La ligne de démarcation                                                                  | Claude Chabrol                                               | Small French town divided by river that forms border between Nazi-occupied Franța and unoccupied zone, 1941 |
| 1966 | Polonia                                  | The Master (TV)                                                                   | Mistrz                                                                                   | Jerzy Antczak                                                | German occupation of Polonia |
| 1966 | Statele Unite                            | Mission to Death                                                                  |                                                                                          | Kenneth W. Richardson                                        | US commandos infiltrate German lines in northern Franța, 1945 |
| 1966 | Regatul Unit Franța                      | The Night of the Generals                                                         | [ 18 ]                                                                                   | Anatole Litvak                                               | July 20 plot |
| 1966 | Denmark                                  | Once There Was a War                                                              | Der var engang en krig                                                                   | Palle Kjærulff-Schmidt                                       | Danish boy after German occupation of Denmark |
| 1966 | Japonia                                  | Red Angel                                                                         | Akai tenshi (赤い天使)                                                                   | Yasuzo Masumura                                              | Romance/Drama. Japoniaese nurse serves in field hospitals of China |
| 1966 | Statele Unite                            | What Did You Do in the War, Daddy?                                                |                                                                                          | Blake Edwards                                                | Allied invasion of Sicily |
| 1967 | Regatul Unit                             | Attack on the Iron Coast                                                          |                                                                                          | Paul Wendkos                                                 | Canadian commando raid on Nazi-held French port, loosely based on St. Nazaire Raid |
| 1967 | East Germany                             | The Banner of Krivoy Rog                                                          | Die Fahne von Kriwoj Rog                                                                 | Kurt Maetzig                                                 | Liberation of Ukrainian city of Krivoy Rog |
| 1967 | Statele Unite                            | Beach Red                                                                         |                                                                                          | Cornel Wilde                                                 | Pacific Theater of Operations |
| 1967 | Iugoslavia                               | Black Birds                                                                       | Crne ptice (Црне птице)                                                                  | Eduard Galić                                                 | POWs in Ustasha-run concentration camp near end of war |
| 1967 | Italia Franța                            | The Crazy Kids of the War                                                         | La feldmarescialla                                                                       | Steno                                                        | Comedy. A downed American aviator, a meteorologist and a girl flee the Germans in occupied Italia |
| 1967 | Polonia                                  | A Crazy Night                                                                     | Zwariowana noc                                                                           | Zbigniew Kuźmiński                                           | Comedy. Polish resistance |
| 1967 | Iugoslavia                               | Demolition Squad                                                                  | Diverzanti                                                                               | Hajrudin Krvavac                                             | Partisan commandos attack a German air base in Iugoslavia |
| 1967 | Italia Franța RFG                        | Desert Commandos                                                                  | Attentato ai tre grandi Les chiens verts du désert Fünf gegen Casablanca                 | Umberto Lenzi                                                | German commandos parachute into North Africa to infiltrate Casablanca Conference |
| 1967 | French                                   | The 25th Hour                                                                     | La vingt-cinquième heure                                                                 | Henri Verneuil                                               | In World War II, a Romanian gentile peasant is denounced by the village gendarme and sent to a concentration camp for Jews where, due to an error, he's drafted into the S.S.                                                       |
| 1967 | Statele Unite                            | The Dirty Dozen                                                                   |                                                                                          | Robert Aldrich                                               | Thriller based on E. M. Nathanson novel. US Army convicts on mission before D-Day |
| 1967 | Japonia                                  | Japonia's Longest Day                                                             | Nihon no ichiban nagai hi (日本のいちばん長い日)                                         | Kihachi Okamoto                                              | Drama based on Sōichi Ōya book. Kyūjō Incident |
| 1967 | Polonia                                  | The Killer Leaves a Trace                                                         | Morderca zostawia ślad                                                                   | Aleksander Ścibor-Rylski                                     | Polish resistance |
| 1967 | Statele Unite                            | The Longest Hundred Miles (Escape from Bataan)                                    |                                                                                          | Don Weis                                                     | Adventure. US corporal, priest, and Filipino children flee the Japoniaese |
| 1967 | Polonia                                  | Long Night                                                                        | Długa noc                                                                                | Janusz Nasfeter                                              | Polish resistance during German occupation of Polonia, 1943 |
| 1967 | Polonia RFG                              | Rassenschande: When Love Was a Crime                                              | Kiedy miłość była zbrodnią                                                               | Jan Rybkowski                                                | German homefront |
| 1967 | Statele Unite                            | Tobruk                                                                            |                                                                                          | Arthur Hiller                                                | Canadian officer guides British and German-Jewish commandos to destroy Tobruk fuel storage, September 1942 |
| 1967 | Franța                                   | The Two of Us                                                                     | Le vieil homme et l'enfant (Claude )                                                     | Claude Berri                                                 | Comedy-drama. Jewish boy sent to live on farm during German occupation of Franța |
| 1967 | Polonia                                  | Westerplatte                                                                      | Westerplatte                                                                             | Stanisław Różewicz                                           | Battle of Westerplatte |
| 1967 | Soviet Union Polonia                     | Zosya                                                                             | Zosya (Зося) Zosia                                                                       | Jerzy Lipman                                                 | Romance/Drama. Soviet officer and Polish girl near end of war on Polonia's Eastern Front |
| 1968 | Albania                                  | Ambush                                                                            | Prita                                                                                    | Mithat Fagu                                                  | Albanian Resistance under German occupation of Albania, 1943 |
| 1968 | Philippines                              | Ang Mangliligpit                                                                  | Ang Mangliligpit                                                                         | Pablo Santiago                                               | Filipino Guerrillas battle Makapili |
| 1968 | Italia                                   | Anzio                                                                             |                                                                                          | Edward Dmytryk, Duilio Coletti                               | Battle of Anzio |
| 1968 | Georgian SSR                             | Crucified Island                                                                  | Jvartsmuli kundzuli (ჯვარცმული კუნძული) Raspyaty ostrov (Распятый остров)                | Shota Managadze                                              | Based on true story of Georgian uprising on Texel. Insurrection of captured Soviet-Georgian soldiers conscripted into German Wehrmacht on Holland's Texel Island during German occupation of Holland                                |
| 1968 | Italia RFG                               | Commandos (Sullivan's Marauders)                                                  | Commandos                                                                                | Armando Crispino                                             | Italian-American soldiers disguised in Italian uniform infiltrate North African camp |
| 1968 | Statele Unite                            | The Devil's Brigade                                                               |                                                                                          | Andrew V. McLaglen                                           | Devil's Brigade |
| 1968 | Czechoslovakia                           | Dita Saxová                                                                       | Dita Saxová                                                                              | Antonín Moskalyk                                             | Based on novel by Arnošt Lustig. |
| 1968 | Polonia                                  | Heading for Berlin                                                                | Kierunek Berlin                                                                          | Jerzy Passendorfer                                           | Eastern Front, 1945 |
| 1968 | Italia Franța                            | Hell in Normandy                                                                  | Testa di sbarco per otto implacabili                                                     | Alfonso Brescia                                              | US paratrooper commandos at Omaha Beach prior to D-Day |
| 1968 | Statele Unite                            | Hell in the Pacific                                                               | [ 28 ]                                                                                   | John Boorman                                                 | Downed US Marine pilot and marooned Japoniaese Navy captain on deserted Pacific island |
| 1968 | Statele Unite                            | Hell Raiders (TV)                                                                 |                                                                                          | Larry Buchanan                                               | US Army demolition squad on mission to destroy records in evacuated headquarters as German forces advance in Italia; remake of 1958 film Suicide Battalion                                                                          |
| 1968 | Statele Unite                            | The Hell with Heroes                                                              |                                                                                          | Joseph Sargent                                               | Former USAAF pilots forced to work for international smuggler in North Africa to earn money needed for return to civilian life, 1946                                                                                                |
| 1968 | Japonia                                  | The Human Bullet (Human Guinea Pigs: The Human Bullet)                            | Nikudan (肉弾)                                                                           | Kihachi Okamoto                                              | Japoniaese Navy pilot assigned kamikaze mission against US battleship |
| 1968 | Statele Unite                            | In Enemy Country (In Enemy Hands)                                                 |                                                                                          | Harry Keller                                                 | Allied undercover agents aided by Polish resistance on mission to stop Nazis from developing "super torpedo" |
| 1968 | East Germany                             | I Was Nineteen                                                                    | Ich war neunzehn (Ich war 19 / Heimkehr)                                                 | Konrad Wolf                                                  | Drama based on director's diary. Young German's flight from Nazis to Moscow and return to Berlin as Russian Army officer |
| 1968 | Regatul Unit                             | The Long Day's Dying                                                              |                                                                                          | Peter Collinson                                              | British paratroopers separated from regiment take German officer prisoner |
| 1968 | Philippines                              | Manila, Open City                                                                 | Manila, Open City                                                                        | Eddie Romero                                                 | Manila Massacre and Battle of Manila |
| 1968 | Iugoslavia                               | Operation Belgrade                                                                | Operacija Beograd                                                                        | Žika Mitrović                                                | A group of partisans is sent to Belgrade in order to rescue an American colonel captured by the Germans |
| 1968 | Estonian SSR                             | People in Soldier's Uniforms                                                      | Inimesed sõdurisinelis Lyudi v soldatskikh shinelyakh (Люди в солдатских шинелях)        | Jüri Müür                                                    | Mobilized Estonian conscripts in Red Army at battles of Velikiye Luki and Tehumardi |
| 1968 | Czechoslovakia                           | Riders in the Sky (Sky Riders / Heaven Riders)                                    | Nebeští jezdci                                                                           | Jindřich Polák                                               | Czech pilots in RAF No. 311 Squadron |
| 1968 | Statele Unite                            | The Secret War of Harry Frigg                                                     |                                                                                          | Jack Smight                                                  | Comedy. Escape of Allied Generals held in special Italian camp |
| 1968 | Italia                                   | The Seven Cervi Brothers                                                          | I sette fratelli Cervi                                                                   | Gianni Puccini                                               | Cervi Brothers |
| 1968 | Soviet Union                             | Shield and Sword                                                                  | Shchit i mech (Щит и меч)                                                                | Vladimir Basov                                               | Soviet spy in German intelligence |
| 1968 | RFG                                      | Signs of Life                                                                     | Lebenszeichen                                                                            | Werner Herzog                                                | Wounded German soldiers assigned to convalesce on Greek island of Kos |
| 1968 | Statele Unite                            | The Subject was Roses                                                             |                                                                                          | Ulu Grosbard                                                 | Soldier's return home after war |
| 1968 | Regatul Unit                             | Submarine X-1                                                                     |                                                                                          | William A. Graham                                            | Royal Navy midget submarines |
| 1968 | Regatul Unit                             | Where Eagles Dare                                                                 |                                                                                          | Brian G. Hutton                                              | Allied commando operation to rescue captured "American General" |
| 1968 | Japonia                                  | Monument to the Girl's Corps Monument of Maidens Lily                             | Âh himeyuri no tô (あゝひめゆりの塔)                                                     | Toshio Masuda                                                | Himeyuri students in Battle of Okinawa |
| 1969 | Franța Italia                            | Army of Shadows                                                                   | L'Armée des ombres                                                                       | Jean-Pierre Melville                                         | French Resistance |
| 1969 | Polonia                                  | Ascension Day                                                                     | Wniebowstąpienie                                                                         | Jan Rybkowski                                                | Lwów, Polonia during Soviet and German Occupation, 1941 |
| 1969 | Soviet Union                             | At War as at War                                                                  | На войне как на войне                                                                    | Viktor Tregubovich                                           | Dnieper–Carpathian offensive, Battle of the Dnieper |
| 1969 | Regatul Unit                             | Battle of Britain                                                                 |                                                                                          | Guy Hamilton                                                 | Battle of Britain |
| 1969 | Italia                                   | The Battle of El Alamein                                                          | La battaglia di El Alamein                                                               | Giorgio Ferroni                                              | Second Battle of El Alamein |
| 1969 | Iugoslavia                               | The Battle of Neretva                                                             | Bitka na Neretvi                                                                         | Veljko Bulajić                                               | Battle of Neretva |
| 1969 | Italia Spania RFG Switzerland            | Battle of the Commandos                                                           | La legione dei dannati La brigada de los condenados Die zum Teufel gehen                 | Umberto Lenzi                                                | Irish Colonel leading commando unit of convicts and US explosives expert on mission to defuse underwater mines in preparation for D-Day                                                                                             |
| 1969 | Italia Spania                            | The Battle of the Last Panzer (The Last Panzer Battalion)                         | La battaglia dell'ultimo panzer La batalla del último Panzer                             | José Luis Merino                                             | Surviving German tank crew attempt to reach friendly lines |
| 1969 | Iugoslavia                               | A Bloody Tale                                                                     | Krvava bajka                                                                             | Branimir Tori Janković                                       | Kragujevac massacre, Serbia |
| 1969 | Iugoslavia                               | The Bridge                                                                        | Most                                                                                     | Hajrudin Krvavac                                             | Yugoslav partisans mine a heavily guarded bridge held by German forces |
| 1969 | Statele Unite                            | The Bridge at Remagen                                                             |                                                                                          | John Guillermin                                              | Operation Lumberjack on Western Front |
| 1969 | Italia                                   | Code Name, Red Roses                                                              | Rose rosse per il Führer                                                                 | Fernando Di Leo                                              | An American major and some partisans try to capture an important German memoradum |
| 1969 | Polonia                                  | Day of Purification                                                               | Dzień oczyszczenia                                                                       | Jerzy Passendorfer                                           | Polish resistance and Soviet partisans in Polonia, 1944 |
| 1969 | Italia                                   | Desert Battle (Desert Assault)                                                    | La battaglia del deserto (Inferno nel deserto)                                           | Mino Loy                                                     | British and German soldiers in the desert in the area of Tobruk |
| 1969 | Italia                                   | Eagles Over London (Battle Squadron / Battle Command)                             | La battaglia d'Inghilterra                                                               | Enzo G. Castellari                                           | British officers pursue Nazi saboteurs through London |
| 1969 | Italia Iugoslavia                        | The Fifth Day of Peace                                                            | Gott mit uns (Dio è con noi)                                                             | Giuliano Montaldo                                            | 13 May 1945 German deserter execution |
| 1969 | Italia                                   | Five for Hell (Five into Hell)                                                    | 5 per l'inferno                                                                          | Gianfranco Parolini                                          | Comedy-drama. Oddball US commandos with mission behind enemy lines |
| 1969 | Albania                                  | The Guerrilla Unit                                                                | Njësiti guerril                                                                          | Hysen Hakani                                                 | Albanian Resistance in Tirana during Italian occupation of Albania |
| 1969 | Regatul Unit                             | Hannibal Brooks                                                                   |                                                                                          | Michael Winner                                               | Adventure-comedy. British POW attempts escape from German captors with elephant |
| 1969 | Polonia                                  | How I Unleashed the Second World War                                              | Jak rozpętałem drugą wojnę światową                                                      | Tadeusz Chmielewski                                          | Comedy. Invasion of Polonia, 1939 and Iugoslavia, Africa, Italia, and Polonia, 1944 |
| 1969 | Italia                                   | Kill Rommel!                                                                      | Uccidete Rommel                                                                          | Alfonso Brescia                                              | A mixed US-British commando tries to kill Rommel in North Africa |
| 1969 | Polonia                                  | The Last Days                                                                     | Ostatnie dni                                                                             | Jerzy Passendorfer                                           | Eastern Front, 1945 |
| 1969 | Soviet Union East Germany Polonia Italia | Liberation (The Great Battle)                                                     | Osvobozhdenie (Освобождение)                                                             | Yuri Ozerov, Julius Kun                                      | Romance/Drama. Eastern Front from Battle for Kursk to Fall of Berlin; five-part film series |
| 1969 | Statele Unite                            | Love Camp 7 (Nazi Love Camp 7)                                                    |                                                                                          | Lee Frost                                                    | British female officers infiltrate Nazi internment camp to reach inmate scientist |
| 1969 | Regatul Unit                             | Mosquito Squadron                                                                 |                                                                                          | Boris Sagal                                                  | British bomber squadron targets German research camp and Vergeltungswaffe |
| 1969 | Polonia                                  | The Neighbours                                                                    | Sąsiedzi                                                                                 | Aleksander Ścibor-Rylski                                     | Bydgoszcz, Polish Campaign, 1939 |
| 1969 | Philippines                              | Pambihirang tatlo                                                                 | Pambihirang tatlo                                                                        | Felix Villar                                                 | Filipino mission to destroy Japoniaese bastion along San Bernardino Strait |
| 1969 | Regatul Unit                             | Play Dirty                                                                        |                                                                                          | André de Toth                                                | North African campaign |
| 1969 | Polonia                                  | Red Rowan                                                                         | Jarzębina czerwona                                                                       | Ewa Petelska, Czesław Petelski                               | Battle of Kolberg on Eastern Front |
| 1969 | Italia                                   | Salt in the Wound (The Dirty Two)                                                 | Il dito nella piaga                                                                      | Tonino Ricci                                                 | Condemned US soldiers survive Nazi ambush on way to execution and defend Italian village from invading Germans |
| 1969 | Statele Unite                            | The Secret of Santa Vittoria                                                      |                                                                                          | Stanley Kramer                                               | Aftermath of fall of Mussolini's Fascist government |
| 1969 | Italia                                   | 36 Hours in Hell                                                                  | 36 ore all'inferno                                                                       | Roberto Bianchi Montero                                      | Marine platoon scouts Japoniaese-occupied island before Allied invasion of Rabaul |
| 1969 | Statele Unite                            | The Thousand Plane Raid (The 1,000 Plane Raid)                                    |                                                                                          | Boris Sagal                                                  | Largest air armada on daytime mission targets German fighter plane production |
| 1969 | Statele Unite                            | Wake Me When the War Is Over (TV)                                                 |                                                                                          | Gene Nelson                                                  | Comedy. |
| 1969 | Italia Spania                            | War Devils                                                                        | I diavoli della guerra                                                                   | Bitto Albertini                                              | Small units in North African desert battle, and French villa raid |
| 1969 | Iugoslavia                               | When You Hear the Bells                                                           | Kad čuješ zvona                                                                          | Antun Vrdoljak                                               | A partisan commissar, a Communist intellectual from Zagreb, must bring the group of Serb partisans in line |
| 1969 | Italia                                   | Youth March                                                                       | Giovinezza giovinezza                                                                    | Franco Rossi                                                 | Two Italian friends: one becomes an antifascist deserter and the other an artillery officer |

## Anii 1970
| Anul | Țara                         | Titlul original (Titlul alternativ)                        | Titlul cu care a fost difuzat în România                        | Regizor                                                                              | Bătălii, campanii, evenimente descrise |
| ---- | ---------------------------- | ---------------------------------------------------------- | --------------------------------------------------------------- | ------------------------------------------------------------------------------------ | --- |
| 1970 | Italia                       | Overrun                                                    | La lunga notte dei disertori – I 7 di Marsa Matruh              | Mario Siciliano                                                                      | Drama. A group of British soldiers are determined to get back to their own lines, picking up more allied survivors along the way.                                                                             |
| 1970 | Greece                       | Lieutenant Natasha                                         | Ipolochagos Natassa (Υπολοχαγός Νατάσσα)                        | Nikos Foskolos                                                                       | Drama. Woman in the Greek resistance sent to Dachau |
| 1970 | Statele Unite                | Carter's Army AKA Black Brigade (TV)                       |                                                                 | George McCowan                                                                       | Blaxploitation Western Front |
| 1970 | Statele Unite                | Catch-22                                                   |                                                                 | Mike Nichols                                                                         | Italian Campaign |
| 1970 | Italia Spania                | Churchill's Leopards                                       | I leopardi di Churchill                                         | Maurizio Pradeaux                                                                    | English agent, posing as dead German officer twin, assists French Resistance and British commandos against SS, 1944                                                                                           |
| 1970 | Italia                       | Corbari                                                    | Corbari                                                         | Valentino Orsini                                                                     | Italian resistance movement |
| 1970 | Polonia                      | Face of an Angel                                           | Twarz anioła                                                    | Zbigniew Chmielewski                                                                 | Drama. Children in Nazi concentration camp in Łódź, Polonia |
| 1970 | Philippines                  | Guerrilla Strike Force                                     | Maharlika                                                       | Jerry Hopper                                                                         | Japoniaese invasion of Manila Bay Released in 1987 |
| 1970 | Regatul Unit Statele Unite   | Hell Boats                                                 |                                                                 | Paul Wendkos                                                                         | British motor torpedo boats operating in Mediterranean |
| 1970 | Statele Unite Italia         | Hornets' Nest                                              | [ 18 ]                                                          | Phil Karlson, Franco Cirino                                                          | US paratrooper and boy partisans attack dam during Italian Campaign |
| 1970 | Statele Unite Iugoslavia     | Kelly's Heroes                                             | [ 18 ]                                                          | Brian G. Hutton                                                                      | Western Front |
| 1970 | Polonia                      | Kolumbowie                                                 | Kolumbowie                                                      | Janusz Morgenstern                                                                   | Powstanie Warszawskie, 1944 |
| 1970 | Regatul Unit                 | The Last Escape                                            |                                                                 | Walter Grauman                                                                       | Allied commandos on mission to kidnap German scientists, 1945; shot in 1968 |
| 1970 | Japonia                      | The Last Kamikaze                                          | Saigo no Tokkotai                                               | Yahagi Toshihiko                                                                     | Kamikaze attacks |
| 1970 | Polonia Soviet Union         | Legenda                                                    | Legenda                                                         | Sylwester Chęciński                                                                  | Polish resistance |
| 1970 | Italia                       | The Little War                                             | Io non scappo... fuggo                                          | Franco Prosperi                                                                      | Comedy. War in Sicily and in Italia |
| 1970 | Regatul Unit                 | The McKenzie Break (Escape)                                |                                                                 | Lamont Johnson                                                                       | Irish intelligence officer investigates German POW camp disturbances in Scotland near end of war |
| 1970 | Denmark                      | October Days                                               | Oktoberdage                                                     | Bent Christensen                                                                     | |
| 1970 | Polonia                      | Znicz olimpijski                                           | Flacăra olimpică                                                | Lech Lorentowicz                                                                     | Zakopane, Polish resistance in Tatra Mountains |
| 1970 | Italia                       | Operation Snafu (Situation Normal: AFU)                    | Rosolino Paternò, soldato...                                    | Nanni Loy                                                                            | American landing in Sicily |
| 1970 | Statele Unite                | Patton                                                     |                                                                 | Franklin Schaffner                                                                   | 1970 Best Picture chronicling the campaigns of General George S. Patton |
| 1970 | Philippines                  | Santiago!                                                  | Santiago!                                                       | Lino Brocka                                                                          | Life in occupied Philippines |
| 1970 | Italia Soviet Union          | Sunflower                                                  | I Girasoli                                                      | Vittorio De Sica                                                                     | Romance-drama. End of war search for Italian soldier lost on Eastern Front |
| 1970 | Statele Unite                | Too Late the Hero (Suicide Run)                            |                                                                 | Robert Aldrich                                                                       | British commando raid in the Pacific Campaign |
| 1970 | Statele Unite Japonia        | Tora! Tora! Tora!                                          | Tora Tora Tora! (トラ・トラ・トラ!)                             | Richard Fleischer, Kinji Fukasaku, Toshio Masuda                                     | Attack on Pearl Harbor |
| 1970 | Japonia                      | Turning Point of Showa History: The Militarists            | Gekido no showashi 'Gunbatsu' (激動の昭和史 軍閥)               | Hiromichi Horikawa                                                                   | Hideki Tōjō's biography during Pacific War |
| 1971 | Japonia                      | The Battle of Okinawa                                      | Gekido no Showashi: Okinawa kessen (激動の昭和史 沖縄決戦)      | Kihachi Okamoto                                                                      | Battle of Okinawa through eyes of Japoniaese Army, Navy, aviation, civilians, and generals |
| 1971 | Statele Unite                | The Birdmen (Colditz: Escape of the Birdmen) (TV)          |                                                                 | Philip Leacock                                                                       | Adventure. POWs in castle prison build glider |
| 1971 | Regatul Unit                 | Dad's Army                                                 |                                                                 | Norman Cohen                                                                         | Comedy based on Dad's Army TV series. British Home Guard |
| 1971 | Italia                       | The Long Shadow of the Wolf                                | La lunga ombra del lupo                                         | Gianni Manera                                                                        | Italian Civil War |
| 1971 | South Africa                 | Mr. Kingstreet's War                                       |                                                                 | Percival Rubens                                                                      | East African Campaign |
| 1971 | Regatul Unit                 | Murphy's War                                               |                                                                 | Peter Yates                                                                          | Battle of the South Atlantic |
| 1971 | Iugoslavia                   | The Pine Tree in the Mountain                              | U gori raste zelen bor                                          | Antun Vrdoljak                                                                       | A Yugoslav Communist Party commissioner is sent to a lowland village to monitor the local partisans |
| 1971 | Statele Unite                | Raid on Rommel                                             |                                                                 | Henry Hathaway                                                                       | North African campaign Reuses footage from Tobruk (1967) |
| 1971 | Philippines                  | Sangre                                                     | Sangre                                                          | Armando Garces                                                                       | Battle of Filipino Guerrillas with the Imperial Japoniaese Army |
| 1971 | Polonia                      | The Third Part of the Night                                | Trzecia część nocy                                              | Andrzej Żuławski                                                                     | Polish Resistance |
| 1971 | Bulgaria                     | Three Reservists                                           | Trimata ot zapasa (Тримата от запаса)                           | Zako Heskija                                                                         | Comedy-drama. Bulgarian soldiers in Hungary, 1945 |
| 1971 | Polonia                      | Top Agent                                                  | Agent nr 1                                                      | Zbigniew Kuźmiński                                                                   | Jerzy Iwanow-Szajnowicz, Polish SOE agent in Greek Resistance |
| 1971 | Soviet Union                 | Trial on the Road                                          | Proverka na dorogakh (Проверка на дорогах)                      | Aleksei German                                                                       | Former Russian POW joins partisans, Winter 1942 |
| 1971 | Greece                       | What Did You Do in the War, Thanasi?                       | Ti ekanes ston polemo, Thanasi? (Τι έκανες στον πόλεμο, Θανάση) | Dinos Katsouridis                                                                    | Anti-war comedy. Hapless man caught up between the Greek Resistance and the Germans |
| 1972 | India                        | Challenge                                                  | Lalkaar                                                         | Ramanand Sagar                                                                       | Drama based on book by Ramanand Sagar (writer). Indian Army and Indian Air Force action against a secret Japoniaese Air Strip construction between Burma and Assam, near Indian state of Nagaland, 1942       |
| 1972 | Soviet Union                 | The Dawns Here Are Quiet                                   | A zori zdes tikhie (А зори здесь тихие)                         | Stanislav Rostotsky                                                                  | Drama based on book by Boris Vasilyev. Female Soviet anti-aircraft squad encounter with platoon of Nazi paratroopers on Karelian Front, 1941                                                                  |
| 1972 | Soviet Union                 | Hot Snow                                                   | Goryachiy Sneg (Горячий снег)                                   | Gavriil Egiazarov                                                                    | Drama based on Yuri Bondarev novel. German attempt to extract Sixth Army from Stalingrad in Winter of 1942 |
| 1972 | Japonia                      | Under the Flag of the Rising Sun                           | Gunki hatameku motoni (軍旗はためく下に)                        | Kinji Fukasaku                                                                       | Japoniaese veterans recall experiences to a war widow on quest to exonerate husband executed for desertion |
| 1972 | Iugoslavia                   | Walter Defends Sarajevo                                    | Valter brani Sarajevo (Валтер брани Сарајево)                   | Hajrudin Krvavac                                                                     | Partisans try to prevent the Germans to use a fuel depot in Sarajevo during their retreat from the Balkans in late 1944                                                                                       |
| 1973 | Polonia                      | Barbed Wire                                                | Zasieki                                                         | Andrzej Jerzy Piotrowski                                                             | Polish Campaign, 1939; Soviet Gulag, Eastern Front, 1943 |
| 1973 | Iugoslavia                   | The Battle of Sutjeska                                     | Sutjeska (Сутјеска)                                             | Stipe Delić                                                                          | Battle of the Sutjeska |
| 1973 | Iugoslavia                   | Bombers                                                    | Bombaši (Бомбаши)                                               | Predrag Golubović                                                                    | Two Yugoslav partisans must blow up some bunkers in order to stop the Germans |
| 1973 | Statele Unite                | Death Race (State of Division) (TV)                        |                                                                 | David Lowell Rich                                                                    | German panzer chases American P-40 across North African desert, 1942 |
| 1973 | Philippines                  | Dugo ng Bayan                                              | Dugo ng Bayan                                                   | Armando A. Herrera                                                                   | Remake. Filipino Resistance. |
| 1973 | Regatul Unit Italia          | Hitler: The Last Ten Days                                  | [ 18 ]                                                          | Ennio De Concini                                                                     | Last days of Hitler during Battle of Berlin |
| 1973 | Polonia                      | Hubal                                                      | Ultima luptă                                                    | Bohdan Poręba                                                                        | Henryk Dobrzański in Polish Campaign, 1939–1940 |
| 1973 | China                        | Little 8th Route Army                                      | Xiaobalu (小八路)                                               | Lei You                                                                              | Animated. Sino-Japoniaese War |
| 1973 | Italia                       | Massacre in Rome                                           | Rappresaglia                                                    | George P. Cosmatos                                                                   | Ardeatine massacre |
| 1973 | Franța Italia                | Now Where Did the 7th Company Get to?                      | Mais où est donc passée la septième compagnie?                  | Robert Lamoureux                                                                     | Comedy. French signal corpsmen during May 1940 débâcle; first of trilogy |
| 1973 | Ukrainian SSR                | Only "Old Men" Are Going Into Battle                       | В бой идут одни «старики»                                       | Leonid Bykov                                                                         | Fighter pilots of Soviet Air Forces Vs Luftwaffe clash before Battle of the Dnieper |
| 1973 | Franța                       | The Train (The Last Train)                                 | Le Train                                                        | Pierre Granier-Deferre                                                               | Based on Georges Simenon novel. Frenchman and Jewish-German woman meet on train while escaping German army to Franța                                                                                          |
| 1973 | Hong Kong South Korea        | When Taekwondo Strikes                                     | Tai quan zhen jiu zhou (跆拳震九州)                             | Feng Huang                                                                           | Martial arts. Japoniaese occupation of Korea |
| 1974 | Regatul Unit                 | Adolf Hitler: My Part in His Downfall                      |                                                                 | Norman Cohen                                                                         | Comedy. Basic training of British conscripts |
| 1974 | Franța                       | Black Thursday                                             | Les guichets du Louvre                                          | Michel Mitrani                                                                       | First large-scale roundup of Jews in Paris and man saving as many as possible, 1942 |
| 1974 | Estonian SSR                 | The Dangerous Games                                        | Ohtlikud mängud Opasnye igry (Опасные игры)                     | Veljo Käsper                                                                         | Occupation of Estonia by Nazi Germany |
| 1974 | Bulgaria                     | Dawn Over the Drava                                        | Zarevo nad Drava (Зарево над Драва)                             | Zako Heskija                                                                         | Drama. Battle of the Drava, 1945 |
| 1974 | Taiwan                       | The Everlasting Glory                                      | Ying lie qian qiu (英烈千秋)                                    | Tin Shan Sui                                                                         | Biography of Zhang Zizhong during Sino-Japoniaese War |
| 1974 | Statele Unite                | The Execution of Private Slovik (TV)                       |                                                                 | Lamont Johnson                                                                       | Drama based on William Bradford Huie book. Pvt. Eddie Slovik, the only US soldier to be executed for desertion during war                                                                                     |
| 1974 | Japonia                      | Father of the Kamikaze                                     | Ā Kessen Kōkūtai (あゝ決戦航空隊)                               | Kosaku Yamashita                                                                     | Drama. Admiral Takijirō Ōnishi |
| 1974 | Polonia                      | Heads Full of Stars                                        | Głowy pełne gwiazd                                              | Janusz Kondratiuk                                                                    | Eastern Front and German Occupation of Polonia, 1944 |
| 1974 | Japonia                      | Karafuto Summer 1945: Gate of Ice and Snow                 | Karafuto 1945 Summer Hyosetsu no Mon (樺太1945年夏 氷雪の門)    | Mitsuo Murayama                                                                      | Soviet invasion of Karafuto prompts nine Japoniaese women to commit suicide |
| 1974 | Franța RFG Italia            | Lacombe Lucien (Lacombe, Lucien)                           | Lacombe Lucien                                                  | Louis Malle                                                                          | French Resistance and collaboration |
| 1974 | Italia                       | Last Days of Mussolini                                     | Mussolini ultimo atto                                           | Carlo Lizzani                                                                        | The last days of Benito Mussolini |
| 1974 | Iugoslavia                   | Red Attack                                                 | Crveni Udar (Црвени удар)                                       | Predrag Golubović                                                                    | Resistance in a mine in German-occupied Kosovo |
| 1974 | Polonia Soviet Union         | Remember Your Name                                         | Zapamiętaj imię swoje Pomni imya svoye (Помни имя свое)         | Siergiej Kołosow                                                                     | Tragedy of children in war |
| 1974 | Italia                       | Salvo D'Acquisto                                           | Salvo D'Acquisto                                                | Romolo Guerrieri                                                                     | Salvo D'Acquisto |
| 1974 | Regatul Unit                 | Undercovers Hero                                           | Soft Beds, Hard Battle                                          | Roy Boulting                                                                         | Comedy. Brothel during the German occupation of Franța |
| 1974 | Iugoslavia                   | The Republic of Užice                                      | Užička republika (Ужичка република)                             | Žika Mitrović                                                                        | Drama. Short-lived partisan Republic of Užice, 1941 |
| 1975 | Philippines                  | Dugo at Pag Ibig sa Kapirasiong Lupa                       | Dugo at Pag Ibig sa Kapirasiong Lupa                            | Ding M. De Jesus, Cesar Gallardo, Armando A. Herrera, Johnny Pangilinan, Romy Suzara | Filipino resistance from the Spanish period to the Japoniaese |
| 1975 | Iugoslavia                   | The Farm in the Small Marsh                                | Salas u Malom Ritu (Салаш у Малом Риту)                         | Branko Bauer                                                                         | German occupation of the Banat |
| 1975 | Statele Unite                | Ilsa, She Wolf of the SS                                   |                                                                 | Don Edmonds                                                                          | Exploitation. |
| 1975 | Polonia                      | In the Days Before the Spring                              | W te dni przedwiosenne                                          | Andrzej Konic                                                                        | Eastern Front, 1945 |
| 1975 | East Germany Czechoslovakia  | Jacob the Liar                                             | Jakob der Lügner                                                | Frank Beyer                                                                          | Based on Jurek Becker novel. Eastern European Jewish ghetto, 1944 |
| 1975 | Polonia                      | Leaves Have Fallen                                         | Opadły liście z drzew                                           | Stanisław Różewicz                                                                   | Polish Resistance |
| 1975 | Polonia                      | My War – My Love                                           | Moja wojna, moja miłość                                         | Janusz Nasfeter                                                                      | Polish Campaign, 1939 |
| 1975 | Franța RFG                   | The Old Gun (Vengeance One by One)                         | Le vieux fusil                                                  | Robert Enrico                                                                        | Drama. |
| 1975 | Romania                      | No Trespassing                                             | Pe aici nu se trece                                             | Doru Năstase                                                                         | Battle of Păuliș |
| 1975 | Soviet Union                 | Only Old Men Are Going to Battle                           | V boy idut odni stariki (В бой идут одни старики)               | Leonid Bykov                                                                         | Comedy-drama. Soviet pilots |
| 1975 | Statele Unite Czechoslovakia | Operation Daybreak (The Price of Freedom)                  | [ 18 ]                                                          | Lewis Gilbert                                                                        | Drama based on Alan Burgess book. Operation Anthropoid |
| 1975 | Regatul Unit                 | Overlord                                                   |                                                                 | Stuart Cooper                                                                        | Young soldier trains with East Yorkshire Regiment in preparation for Normandy landings |
| 1975 | Polonia                      | A Partita for a Wind Instrument                            | Partita na instrument drewniany                                 | Janusz Zaorski                                                                       | Polish Resistance |
| 1975 | Italia                       | Salò, or the 120 Days of Sodom                             | Salò o le 120 giornate di Sodoma                                | Pier Paolo Pasolini                                                                  | Controversial horror art film. Wealthy fascist libertines after the fall of Mussolini's regime in the Republic of Salò, 1944                                                                                  |
| 1975 | Italia                       | Seven Beauties                                             | Pasqualino Settebellezze                                        | Lina Wertmüller                                                                      | Satirical dark comedy. Mobster is conscripted in Italian Army to avoid prison |
| 1975 | Franța                       | The Seventh Company Has Been Found                         | On a retrouvé la septième compagnie                             | Robert Lamoureux                                                                     | Comedy. French signal corpsmen during May 1940 débâcle and in officers POW camp/castle; second of trilogy |
| 1975 | Franța                       | Special Section                                            | Section spéciale                                                | Costa-Gavras                                                                         | Special court where judges condemn innocents to death to please Germans during occupation |
| 1975 | Soviet Union                 | They Fought for Their Country                              | Oni srazhalis za Rodinu (Они сражались за Родину)               | Sergey Bondarchuk                                                                    | Rearguard action of Soviet platoon during German drive on Stalingrad |
| 1975 | Greece                       | The Travelling Players                                     | O Thiasos (Ο Θίασος)                                            | Theodoros Angelopoulos                                                               | German invasion and occupation of Greece |
| 1976 | Italia                       | And Agnes Chose to Die                                     | L'Agnese va a morire                                            | Giuliano Montaldo                                                                    | Italian resistance movement |
| 1976 | Polonia                      | Birds to Birds                                             | Ptaki, ptakom...                                                | Paweł Komorowski                                                                     | Silesia Polish Campaign, 1939 |
| 1976 | Denmark                      | The Brief Summer                                           | Den korte sommer                                                | Edward Fleming                                                                       | Woman falls in love with German soldier |
| 1976 | Regatul Unit                 | The Eagle Has Landed                                       |                                                                 | John Sturges                                                                         | Based on novel by Jack Higgins. German plot to kidnap Winston Churchill |
| 1976 | Statele Unite                | Farewell to Manzanar (TV)                                  |                                                                 | John Korty                                                                           | Japoniaese American internment camp of Manzanar |
| 1976 | Iugoslavia                   | Maiden Bridge                                              | Devojački most (Девојачки мост)                                 | Miomir 'Miki' Stamenkovic                                                            | Exchange of prisoners between Germans and Yugoslav partisans |
| 1976 | Statele Unite                | Midway (The Battle of Midway)                              |                                                                 | Jack Smight                                                                          | Battle of Midway |
| 1976 | Franța Italia                | Mr. Klein                                                  | Monsieur Klein                                                  | Joseph Losey                                                                         | French Resistance and collaboration |
| 1976 | Iugoslavia                   | The Peaks of Zelengora                                     | Vrhovi Zelengore (Врхови Зеленгоре)                             | Zdravko Velimirović                                                                  | Battle of Sutjeska |
| 1976 | Polonia                      | Polish Roads (TV miniseries)                               | Polskie drogi                                                   | Krzysztof Prymek, Janusz Morgenstern                                                 | Polonia, 1939–43; in four-parts |
| 1976 | Italia RFG Franța            | Salon Kitty (Madam Kitty)                                  | Salon Kitty                                                     | Tinto Brass                                                                          | Exploitation. Nazi use of Salon Kitty brothel for espionage and Allied counter-espionage |
| 1976 | Soviet Union Bulgaria        | The Soldier of the Supply Column                           | Voynikat ot oboza (Войникът от обоза) Bratyuzhka (Братюшка)     | Igor Dobrolyubov                                                                     | Soviet army in Bulgaria |
| 1976 | Philippines                  | Three Years Without God                                    | Tatlong taong walang Diyos                                      | Mario O'Hara                                                                         | Japoniaese occupation of the Philippines |
| 1976 | Polonia                      | To Save the City                                           | Ocalić miasto                                                   | Jan Łomnicki                                                                         | Kraków – Eastern Front, 1945 |
| 1976 | Taiwan                       | Victory                                                    | Mei hua (電影)                                                  | Chia Chang Liu                                                                       | Japoniaese occupation of Taiwan (1937–1945) |
| 1976 | Japonia                      | Zero Pilot                                                 | Ōzora no samurai (天空的武士)                                   | Seiji Maruyama                                                                       | Based on novel Samurai!; Saburō Sakai's biography while piloting Mitsubishi A6M Zero |
| 1977 | Soviet Union                 | The Ascent                                                 | Voskhozhdeniye (Восхождение)                                    | Larisa Shepitko                                                                      | Soviet partisans in Byelorussian village spotted by German patrol |
| 1977 | Canada                       | Bethune (TV)                                               |                                                                 | Eric Till                                                                            | Drama. Montreal doctor Norman Bethune in Spanish Civil War, then China for Sino-Japoniaese War |
| 1977 | Regatul Unit Statele Unite   | A Bridge Too Far                                           |                                                                 | Richard Attenborough                                                                 | Operation Market Garden |
| 1977 | Albania                      | Tomka and his friends                                      | Tonka dhe shoket e tij                                          | Xhanfise Kiko                                                                        | Children avenge the Nazi occupiers of their playing ground by collecting information for partisans and neutralizing the German Shepherd guard dog.                                                            |
| 1977 | Regatul Unit RFG             | Cross of Iron                                              | [ 18 ]                                                          | Sam Peckinpah                                                                        | German soldiers on the Russian Front |
| 1977 | Taiwan                       | Eight Hundred Heroes                                       | Bā bǎi zhuàngshì (八百壮士)                                     | Ting Shan-hsi                                                                        | Drama. Defense of Sihang Warehouse |
| 1977 | Franța Spania                | Hitler's Last Train                                        | Train spécial pour SS                                           | Alain Payet                                                                          | Rail journey of nightclub singer and young women in her charge drafted by Hitler for SS service |
| 1977 | Polonia                      | The Last Round (TV)                                        | Ostatnie okrążenie                                              | Krzysztof Rogulski, Ludmiła Niedbalska                                               | German Occupation of Polonia and Gestapo murder of Olympic gold-medalist Janusz Kusociński |
| 1977 | Statele Unite                | MacArthur                                                  |                                                                 | Joseph Sargent                                                                       | General Douglas MacArthur |
| 1977 | East Germany                 | Mama, I'm Alive                                            | Mama, ich lebe                                                  | Konrad Wolf                                                                          | German POWs join Red Army then infiltrate Nazi lines |
| 1977 | Polonia                      | Palace Hotel                                               | Palace Hotel                                                    | Ewa Kruk                                                                             | Polonia, 1939–44 |
| 1977 | Franța                       | The Seventh Company Outdoors                               | La septième compagnie au clair de lune                          | Robert Lamoureux                                                                     | Comedy. French signal corpsmen resisting German invasion/occupation; last of trilogy |
| 1977 | Soviet Union Armenian SSR    | The Soldier and the Elephant                               | Zinvorn u pighe (Солдат и слон) (Զինվորն ու փիղը)               | Dmitri Kesayants                                                                     | Soldier brings an elephant from Germany to the Yerevan Zoo. |
| 1977 | Olanda                       | Soldier of Orange (Survival Run)                           | Soldaat van Oranje                                              | Paul Verhoeven                                                                       | Dutch Resistance |
| 1978 | Iugoslavia                   | Battle for the Railway                                     | Dvoboj za juznu prugu (Двобој за јужну пругу)                   | Zdravko Velimirović                                                                  | Yugoslav partisans fight against Germans and Bulgarians to interrupt a railroad in Southern Serbia |
| 1978 | Iugoslavia                   | Boško Buha                                                 | Boško Buha (Бошко Буха)                                         | Branko Bauer                                                                         | Yugoslav partisan hero Boško Buha |
| 1978 | Regatul Unit                 | Force 10 from Navarone                                     |                                                                 | Guy Hamilton                                                                         | British commando raid in Iugoslavia |
| 1978 | Italia                       | The Greatest Battle                                        | Il grande attacco                                               | Umberto Lenzi                                                                        | Five athletes of the Berlin Olympic Games fight in World War II |
| 1978 | Statele Unite                | Holocaust (TV miniseries)                                  |                                                                 | Marvin J. Chomsky                                                                    | German-Jewish family enduring the Holocaust |
| 1978 | Polonia                      | Hospital of the Transfiguration                            | Szpital przemienienia                                           | Edward Żebrowski                                                                     | Drama. Polish psychiatric hospital and its Gestapo roundup for concentration camps, 1943 |
| 1978 | Polonia                      | A Hundred Horses to a Hundred Shores                       | Sto koni do stu brzegów                                         | Zbigniew Kuźmiński                                                                   | Polish soldier escapes Stalag tasked with delivering information across Europe while evading Gestapo |
| 1978 | Italia                       | The Inglorious Bastards (G.I. Bro / Counterfeit Commandos) | [ 18 ]                                                          | Enzo G. Castellari                                                                   | American soldiers escape military prison and aide French resistance on mission to steal Nazi V-2 prototype gyroscope                                                                                          |
| 1978 | Polonia                      | Operation Arsenal                                          | Akcja pod Arsenałem                                             | Jan Łomnicki                                                                         | Based on an Aleksander Kamiński novel. Szare Szeregi and Operation Arsenal during occupation of Polonia, 1943                                                                                                 |
| 1978 | Olanda                       | Pastorale 1943                                             | Pastorale 1943                                                  | Wim Verstappen                                                                       | Dutch Resistance |
| 1978 | Polonia                      | Shadow Dead                                                | Umarli rzucają cień                                             | Julian Dziedzina                                                                     | Silesian Polish Resistance |
| 1978 | Polonia                      | To the Last Drop of Blood                                  | Do krwi ostatniej                                               | Jerzy Hoffman                                                                        | Eastern Front, 1943 |
| 1978 | Polonia                      | Wherever You Are, Mr. President                            | ... Gdziekolwiek jesteś Panie Prezydencie                       | Andrzej Trzos-Rastawiecki                                                            | Warsaw – Polish Campaign, 1939 |
| 1979 | Regatul Unit                 | The Passage                                                |                                                                 | J. Lee Thompson                                                                      | Story of Basque guide helping chemist Bergson and his family escape over the Pyrenees with Nazi fanatic Capt. Von Berkow in hot pursuit.                                                                      |
| 1979 | Iugoslavia                   | Battle Squadron                                            | Partizanska eskadrila (Партизанска ескадрила)                   | Hajrudin Krvavac                                                                     | The first Yugoslav partisan Air Force unit |
| 1979 | RFG                          | Breakthrough                                               | Steiner – Das Eiserne Kreuz, 2. Teil                            | Andrew V. McLaglen                                                                   | July 20 plot; sequel to Cross of Iron |
| 1979 | Polonia                      | Elegy                                                      | Elegia                                                          | Paweł Komorowski                                                                     | Eastern Front, 1945 |
| 1979 | Regatul Unit                 | Escape to Athena                                           |                                                                 | George Pan Cosmatos                                                                  | German-occupied Greece |
| 1979 | Italia Spania Franța         | From Hell to Victory                                       | [ 18 ]                                                          | "Hank Milestone" (Umberto Lenzi)                                                     | Occupied Europe |
| 1979 | Regatul Unit Statele Unite   | Hanover Street                                             |                                                                 | Peter Hyams                                                                          | American bomber crews based in England |
| 1979 | Statele Unite                | Ike (TV miniseries)                                        |                                                                 | Boris Sagal, Melville Shavelson                                                      | Drama. Wartime romance of General Dwight D. Eisenhower |
| 1979 | Polonia                      | A Long Way to Go                                           | Droga daleka przed nami                                         | Władysław Ślesicki                                                                   | Polish soldier's escape from Stalag |
| 1979 | Polonia                      | Morning Stars                                              | Gwiazdy poranne                                                 | Henryk Bielski                                                                       | Eastern Front, 1944 |
| 1979 | Estonian SSR                 | Nest in the Winds                                          | Tuulte pesa                                                     | Olav Neuland                                                                         | Forest Brothers |
| 1979 | Statele Unite                | 1941                                                       |                                                                 | Steven Spielberg                                                                     | Comedy. California coast one week after attack on Pearl Harbor |
| 1979 | Albania                      | The Radio Station                                          | Radiostacioni                                                   | Rikard Ljarja                                                                        | Based on Ismail Kadare novel Novembre d'une capitale. Albanian Resistance attempt to take over Tirana Radio, November 1944                                                                                    |
| 1979 | Polonia                      | Salad Days                                                 | Zielone lata                                                    | Stanisław Jędryka                                                                    | Drama. Tragedy of Polish, Jewish and German children in Sosnowiec, Polonia, 1939 |
| 1979 | Polonia                      | Secret of Enigma                                           | Sekret Enigmy                                                   | Roman Wionczek                                                                       | Cryptologist Marian Rejewski and the Enigma machine |
| 1979 | RFG                          | The Tin Drum                                               | Die Blechtrommel                                                | Volker Schlöndorff                                                                   | Profound yet hilarious perspective on Nazism and the human condition in Danzing he sees as filled with hypocrisy and injustice, and creates a disturbance by tin drum in order to bring attention to a cause. |
| 1979 | Regatul Unit                 | Yanks                                                      |                                                                 | John Schlesinger                                                                     | Americans stationed in England |

## Anii 1980
| Anul | Țara                                                   | Titlul original (Titlul alternativ)                                                             | Titlul cu care a fost difuzat în România                         | Regizor                                    | Bătălii, campanii, evenimente descrise |
| ---- | ------------------------------------------------------ | ----------------------------------------------------------------------------------------------- | ---------------------------------------------------------------- | ------------------------------------------ | --- |
| 1980 | Statele Unite                                          | The Big Red One                                                                                 |                                                                  | Samuel Fuller                              | US 1st Infantry Division in North Africa, Sicily, and Europe, 1942–45 |
| 1980 | Polonia                                                | The Birthday                                                                                    | Urodziny młodego warszawiaka                                     | Ewa Petelska, Czesław Petelski             | Polish Campaign, 1939 and Polish Resistance, Warsaw Uprising, 1944 |
| 1980 | Polonia                                                | The Death Sentence                                                                              | Wyrok śmierci                                                    | Witold Orzechowski                         | Polish Resistance and Zamość, Polonia |
| 1980 | Polonia                                                | '40 Olympics                                                                                    | Olimpiada '40                                                    | Andrzej Kotkowski                          | Clandestine Olympiad held by Allied prisoners in German Stalag, 1940 |
| 1980 | Philippines                                            | .45-Caliber                                                                                     | Kalibre .45                                                      | Nilo Saez                                  | Story of vengeance near end of Japoniaese occupation of the Philippines |
| 1980 | RFG                                                    | Germany Pale Mother                                                                             | Deutschland bleiche Mutter                                       | Helma Sanders-Brahms                       | young couple in Germany get married just before outbreak of war |
| 1980 | Franța                                                 | The Last Metro                                                                                  | Le dernier métro                                                 | François Truffaut                          | German occupation of Franța |
| 1980 | Italia                                                 | Men or Not Men                                                                                  | Uomini e no                                                      | Valentino Orsini                           | Italian resistance movement |
| 1980 | Regatul Unit Switzerland Statele Unite                 | The Sea Wolves                                                                                  |                                                                  | Andrew V. McLaglen                         | Calcutta Light Horse |
| 1980 | Polonia                                                | Vistula Day                                                                                     | Dzień Wisły                                                      | Tadeusz Kijański                           | Warsaw Uprising, 1944 |
| 1980 | Polonia                                                | "W" Hour                                                                                        | Godzina "W"                                                      | Janusz Morgenstern                         | Polish Resistance and Warsaw Uprising, 1944 |
| 1981 | Switzerland RFG Austria                                | The Boat is Full                                                                                | Das Boot ist voll                                                | Markus Imhoof                              | German and Austrian refugees escape to neutral Switzerland hoping to find asylum by posing as family |
| 1981 | Franța                                                 | Bolero: Dance of Life                                                                           | Les uns et les autres                                            | Claude Lelouch                             | Musical drama. Four musical families of different backgrounds and nationalities followed from 1930s–1980s as their paths cross; film also released as TV miniseries, 1981                                            |
| 1981 | Statele Unite                                          | The Bunker                                                                                      |                                                                  | George Schaefer                            | Based on book The Bunker. Last days of Hitler |
| 1981 | RFG                                                    | Das Boot (The Boat)                                                                             | Das Boot                                                         | Wolfgang Petersen                          | Battle of the Atlantic |
| 1981 | Statele Unite                                          | Escape to Victory (Victory)                                                                     |                                                                  | John Huston                                | Football match between German soldiers and Allied POWs |
| 1981 | Regatul Unit                                           | Eye of the Needle                                                                               |                                                                  | Richard Marquand                           | German spy in England before D-Day |
| 1981 | Lithuanian SSR                                         | Faktas                                                                                          | Faktas Fakt (Факт)                                               | Almantas Grikevicius                       | |
| 1981 | Polonia                                                | General Boldyn                                                                                  | Bołdyn                                                           | Ewa Petelska, Czesław Petelski             | Polish Resistance |
| 1981 | Olanda                                                 | The Girl with the Red Hair                                                                      | Het meisje met het rode haar                                     | Ben Verbong                                | Dutch Resistance |
| 1981 | Japonia                                                | The Imperial Navy                                                                               | Rengo kantai (連合艦隊)                                          | Shūe Matsubayashi                          | Operation Ten-Go and battleship Yamato |
| 1981 | Franța                                                 | Let's Go Children                                                                               | Allons Z'enfants                                                 | Yves Boisset                               | Drama. Young Cadet in French military school who dislikes soldiering but conscripted into Phony War service, 1939–1940                                                                                               |
| 1981 | Polonia                                                | Lynx: The Smile of the Evil Eye                                                                 | Ryś                                                              | Stanisław Różewicz                         | Polish Resistance |
| 1981 | Italia                                                 | The Skin                                                                                        | La pelle                                                         | Liliana Cavani                             | American occupation of Naples |
| 1981 | Soviet Union Franța Switzerland Spania                 | Teheran 43 (Assassination Attempt / The Eliminator)                                             | Tegeran-43 (Тегеран-43)                                          | Aleksandr Alov, Vladimir Naumov            | Thriller. Assassination plot against Churchill, Roosevelt and Stalin at Tehran Conference, 1943 |
| 1982 | Iugoslavia                                             | 13th of July                                                                                    | 13. jul (13. јул)                                                | Radomir Saranović                          | Uprising in Montenegro |
| 1982 | Polonia                                                | Ash Wednesday (TV)                                                                              | Popielec                                                         | Ryszard Ber                                | Polish village under German occupation |
| 1982 | Australia Taiwan                                       | Attack Force Z (Z Force)                                                                        |                                                                  | Tim Burstall                               | Z Special Unit |
| 1982 | Philippines                                            | Gold, Silver, Death                                                                             | Oro, Plata, Mata                                                 | Peque Gallaga                              | Fall of Corregidor |
| 1982 | Australia Japonia Singapore                            | The Highest Honour (The Southern Cross / Heroes of the Krait)                                   |                                                                  | Seiji Maruyama, Peter Maxwell              | Operation Rimau |
| 1982 | Japonia                                                | The Lily Tower                                                                                  | Himeyuri no Tō (ひめゆりの塔)                                    | Tadashi Imai                               | A group of high school girls trained as nurses witness the horrors of war first-hand on Okinawa |
| 1982 | Australia                                              | Sarah (Sarah and the Squirrel)                                                                  | The Seventh Match                                                | Yoram Gross, Athol Henry                   | An orphaned girl successfully finishes a task, the local resistance were unable to. |
| 1982 | Italia                                                 | The Night of the Shooting Stars                                                                 | La Notte di San Lorenzo                                          | Paolo Taviani, Vittorio Taviani            | Comedy-drama. Italians hear rumors of Nazi plan to raze their town when Americans are about to liberate them, 1944                                                                                                   |
| 1982 | Italia                                                 | Odd Squad                                                                                       | Ciao nemico                                                      | Enzo Barboni                               | Comedy. Allied invasion of Sicily |
| 1982 | Statele Unite                                          | Sophie's Choice                                                                                 |                                                                  | Alan J. Pakula                             | Polish Catholic concentration camp survivor |
| 1982 | Polonia                                                | Tributul zilelor cenușii                                                                        | Haracz szarego dnia                                              | Roman Wionczek, Krzysztof Prymek           | Rezistența poloneză |
| 1982 | Polonia                                                | Upside Down                                                                                     | Do góry nogami                                                   | Stanisław Jędryka                          | Drama. Polish Silesia and tragedy of children in war |
| 1982 | RFG                                                    | The White Rose                                                                                  | Die Weiße Rose                                                   | Michael Verhoeven                          | Execution of White Rose members |
| 1983 | Polonia RFG                                            | pl⁠(After Your Decrees)[Your Decrees&page=Wedle+wyrok%C3%B3w+twoich...&targettitle=pl traduceți] | Wedle wyroków twoich... Blutiger Schnee                          | Jerzy Hoffman                              | Holocaust in Polonia |
| 1983 | Iugoslavia                                             | Balkan Express                                                                                  | Balkan ekspres (Балкан експрес)                                  | Lee H. Katzin                              | Comedy. Criminals earn living as fake musical band during Nazi occupation of Serbia |
| 1983 | Japonia                                                | Barefoot Gen                                                                                    | Hadashi no Gen (はだしのゲン)                                    | Mori Masaki                                | Anime. Dropping of Little Boy on Hiroshima, Japonia |
| 1983 | Polonia                                                | The Crash off Gibraltar                                                                         | Katastrofa w Gibraltarze                                         | Bohdan Poręba                              | Drama. General Władysław Sikorski, Prime Minister of Polish Government in Exile, Commander-in-Chief of Polish Armed Forces, 1943                                                                                     |
| 1983 | Polonia                                                | Dawn Porter (TV)                                                                                | Tragarz puchu                                                    | Stefan Szlachtycz                          | Holocaust in Polonia |
| 1983 | Franța                                                 | Gramps is in the Resistance                                                                     | Papy fait de la résistance                                       | Jean-Marie Poiré                           | Comedy. French Resistance in Occupied Franța |
| 1983 | Iugoslavia                                             | Great Transport                                                                                 | Veliki transport (Велики транспорт)                              | Veljko Bulajić                             | The great transport of partisans from Vojvodina to Bosnia in 1943 |
| 1983 | Hong Kong                                              | Hong Kong, 1941                                                                                 | Dang doi lai ming (等待黎)                                       | Leong Po-Chih                              | Japoniaese occupation of Hong Kong |
| 1983 | Iugoslavia                                             | The Igman March                                                                                 | Igmanski marš (Игмански марш)                                    | Zdravko Šotra                              | The 1st Proletarian Brigade, pursued by the German 342. Infanterie-Division, crosses the Igman in what is known as the "Igman March" during Operation Southeast Croatia                                              |
| 1983 | Regatul Unit Japonia                                   | Merry Christmas, Mr. Lawrence                                                                   | Senjō no merī Kurisumasu (戦場のメリークリスマス) (Furyo / 俘虜) | Nagisa Oshima                              | Drama based on Laurens van der Post books. British POWs on Java |
| 1983 | China                                                  | One and Eight                                                                                   | Yīge hé bāge (一个和八个)                                        | Zhang Junzhao                              | Criminals and Eighth Route Army deserters battle Japoniaese |
| 1983 | Polonia                                                | Postcard From a Journey                                                                         | Kartka z podróży                                                 | Waldemar Dziki                             | Holocaust in Polonia |
| 1983 | Hungary                                                | The Revolt of Job                                                                               | Jób lázadása                                                     | Imre Gyöngyössy, Barna Kabay               | Childless Jewish couple adopt Hungarian boy during war |
| 1983 | Philippines                                            | Roman Rapido                                                                                    | Roman Rapido                                                     | Argel Joseph                               | Battle of Filipino soldiers and guerrillas with Imperial Japoniaese Army |
| 1983 | Statele Unite Regatul Unit Italia                      | The Scarlet and the Black (TV)                                                                  |                                                                  | Jerry London                               | Drama. Monsignor Hugh O'Flaherty and anti-Nazi activity, 1943–45 |
| 1983 | Polonia                                                | There Was No Sun That Spring                                                                    | Nie było słońca tej wiosny                                       | Juliusz Janicki, Slawomir Janicki          | Holocaust in Polonia |
| 1983 | Canada                                                 | The Tin Flute                                                                                   | Bonheur d'occasion                                               | Claude Fournier                            | Drama based on Gabrielle Roy novel. Quebec home front |
| 1983 | Statele Unite                                          | To Be or Not to Be                                                                              |                                                                  | Alan Johnson                               | Comedy-drama. Polish actor and Nazi invasion of Polonia; remake of 1942 To Be or Not to Be |
| 1983 | URSS                                                   | Торпедоносцы / Torpedonosțî                                                                     | Torpilorii                                                       | Semion Aranovici                           | Dramă. Film dedicat piloților de pe bombardierele torpiloare din cel de-al Doilea Război Mondial, ai Regimentului Forțelor Aeriene ale flotei de Nord care era staționat în zona Murmansk, 1944                      |
| 1983 | Denmark                                                | Traitors                                                                                        | Forræderne                                                       | Ole Roos                                   | Drama. Free Corps Denmark deserters from Eastern Front, 1945 |
| 1983 | Statele Unite                                          | Winds of War (TV miniseries)                                                                    |                                                                  | Dan Curtis                                 | Drama based on Herman Wouk novel. Family saga leading to Attack on Pearl Harbor |
| 1984 | Canada                                                 | Charlie Grant's War (TV)                                                                        |                                                                  | Martin Lavut                               | Drama. Canadian Charlie Grant, Holocaust saviour |
| 1984 | Italia                                                 | Claretta                                                                                        | Claretta                                                         | Pasquale Squitieri                         | Drama. Mussolini's mistress Clara Petacci in 1943–45 |
| 1984 | Polonia                                                | The Fourth Day                                                                                  | Dzień czwarty                                                    | Ludmiła Niedbalska                         | Warsaw Uprising, 1944 |
| 1984 | Polonia                                                | I Died to Live (TV)                                                                             | Umarłem, aby żyć                                                 | Stanisław Jędryka                          | Polish Resistance, 1941 |
| 1984 | Polonia                                                | I Shall Always Stand Guard                                                                      | Na straży swej stać będę                                         | Kazimierz Kutz                             | Polish Resistance in Silesia, 1939–42 |
| 1984 | Australia                                              | The Last Bastion (TV miniseries)                                                                |                                                                  | George Miller                              | War from Australian perspective |
| 1984 | Switzerland Franța Italia RFG Statele Unite            | Mussolini and I (TV miniseries)                                                                 | Io e il Duce                                                     | Alberto Negrin                             | Galeazzo Ciano and Mussolini |
| 1984 | Italia Franța                                          | Nights and Fogs (TV miniseries)                                                                 | Notti e nebbie                                                   | Marco Tullio Giordana                      | Police of the Italian Social Republic |
| 1984 | Polonia                                                | Romance with the Intruder                                                                       | Romans z intruzem                                                | Waldemar Podgórski                         | Invasion of Polonia, 1939 |
| 1984 | Estonian SSR                                           | Under a False Name                                                                              | Võõra nime all                                                   | Peeter Urbla                               | Estonians in Soviet gulag |
| 1984 | RFG                                                    | The Wannsee Conference (TV)                                                                     | Die Wannseekonferenz                                             | Heinz Schirk                               | German officials attend Wannsee Conference by SS Chief of Security Reinhard Heydrich to discuss Final Solution to Jewish question, 1942                                                                              |
| 1984 | China                                                  | Yellow Earth                                                                                    | Huáng tǔdì (黄土地)                                              | Chen Kaige                                 | Sino-Japoniaese War |
| 1985 | Regatul Unit                                           | Arch of Triumph (TV)                                                                            |                                                                  | Waris Hussein                              | Romance based on Erich Maria Remarque novel. Austrian anti-Nazi in Paris |
| 1985 | Statele Unite Italia                                   | The Assisi Underground                                                                          | [ 18 ]                                                           | Alexander Ramati                           | German occupation of Assisi |
| 1985 | Soviet Union                                           | Battalions Ask for Fire (TV miniseries)                                                         | Batalyony prosyat ognya (Батальоны просят огня)                  | Aleksandr Bogolyubov, Vladimir Chebotaryov | Soviet battalion crossing Dnieper River to liberate Kiev from Germans, 1943 |
| 1985 | Soviet Union East Germany Czechoslovakia Vietnam       | The Battle for Moscow                                                                           | Bitva za Moskvu (Битва за Москву)                                | Yuri Ozerov                                | Operation Barbarossa to Battle of Moscow |
| 1985 | Olanda                                                 | Bitter Sweet                                                                                    | Het bittere kruid                                                | Kees van Oostrum                           | Jewish family hiding in wartime Amsterdam |
| 1985 | Japonia                                                | The Burmese Harp                                                                                | Biruma no tategoto (ビルマの竪琴)                                | Kon Ichikawa                               | Burma campaign; remake version |
| 1985 | Statele Unite                                          | Code Name: Emerald                                                                              |                                                                  | Jonathan Sanger                            | Battle of Normandy |
| 1985 | Soviet Union                                           | Come and See                                                                                    | Idi i smotri (Иди и смотри)                                      | Elem Klimov                                | In early 1943, a teenage boy joins the partisans in the German-occupied Byelorussian SSR. He discovers the reality of war and the barbarity of the SS and collaborating auxiliary police on the civilian population. |
| 1985 | Polonia Czechoslovakia                                 | Cuckoo in a Dark Forest                                                                         | Kukačka v temném lese Kukułka w ciemnym lesie                    | Antonín Moskalyk                           | German occupation of Czechoslovakia, concentration camp kommandant and child |
| 1985 | Polonia                                                | Dad                                                                                             | Tate                                                             | Jan Rutkiewicz                             | Holocaust in Polonia |
| 1985 | Statele Unite                                          | The Dirty Dozen: Next Mission (Dirty Dozen 2) (TV)                                              |                                                                  | Andrew V. McLaglen                         | Allied convicts in elite unit on mission to "prevent" assassination of Hitler |
| 1985 | Statele Unite                                          | Hitler's SS: Portrait in Evil (TV)                                                              |                                                                  | Jim Goddard                                | Brothers cope with life in Nazi Germany, 1932–45 |
| 1985 | Regatul Unit                                           | The Holcroft Covenant                                                                           |                                                                  | John Frankenheimer                         | Based on Robert Ludlum novel. German General's son conspires to control hidden Nazi funds |
| 1985 | Olanda                                                 | The Ice-cream Parlour                                                                           | De IJssalon                                                      | Dimitri Frenkel Frank                      | Romance between Dutch woman and Wehrmacht officer |
| 1985 | Polonia                                                | In the Shadow of Hatred                                                                         | W cieniu nienawiści                                              | Wojciech Żółtowski                         | Holocaust in Polonia, 1943 |
| 1985 | Italia Franța                                          | Madman at War                                                                                   | Scemo di guerra Le fou de guerre                                 | Dino Risi                                  | A young Italian psychiatrist is sent to troops in Libya |
| 1985 | Statele Unite                                          | Mussolini and I (TV)                                                                            |                                                                  | Alberto Negrin                             | Docudrama. Mussolini's son in-law Galeazzo Ciano |
| 1985 | Japonia                                                | The Seburi Story                                                                                | Seburi monogatari (瀬降り物語)                                   | Sadao Nakajima                             | Hardships of nomadic Seburi of western Japonia during war |
| 1985 | Finlanda                                               | The Unknown Soldier                                                                             | Tuntematon sotilas                                               | Rauni Mollberg                             | Finno-Soviet Continuation War; remake of 1955 film The Unknown Soldier |
| 1985 | Romania                                                | Us, The Frontline (The Last Assault)                                                            | Noi, cei din linia întâi                                         | Sergiu Nicolaescu                          | Romanians fighting on the Western Front and in Hungary |
| 1986 | Olanda                                                 | The Assault                                                                                     | De Aanslag                                                       | Fons Rademakers                            | Drama based on Harry Mulisch novel. Family killed by Germans as retribution for Dutch Resistance assassination |
| 1986 | Polonia                                                | Crumbs of War                                                                                   | Okruchy wojny                                                    | Andrzej Barszczyński, Jan Chodkiewicz      | Polish Resistance |
| 1986 | Australia                                              | Death of a Soldier                                                                              | Leonski                                                          | Philippe Mora                              | Based on the life, capture and trail of American serial killer Eddie Leonski |
| 1986 | Statele Unite                                          | Every Time We Say Goodbye                                                                       |                                                                  | Moshé Mizrahi                              | US RAF pilot in Jerusalem |
| 1986 | Polonia Switzerland                                    | The Lullabye                                                                                    | Kołysanka                                                        | Efraim Sevela                              | Holocaust in Polonia |
| 1986 | Japonia                                                | The Sea and Poison                                                                              | Umi to dokuyaku (海と毒薬)                                       | Kei Kumai                                  | Pacific War |
| 1986 | Olanda                                                 | Shadow of Victory                                                                               | In de schaduw van de overwinning                                 | Ate de Jong                                | Dutch Resistance |
| 1986 | Polonia                                                | Złoty pociąg                                                                                    | Trenul de aur                                                    | Bohdan Poręba                              | 1939: drumul parcurs de tezaurul Poloniei prin România |
| 1987 | Franța                                                 | Au Revoir Les Enfants (Goodbye Children)                                                        | Au revoir, les enfants                                           | Louis Malle                                | Jewish boys given shelter and new identity at Catholic boarding school in Vichy Franța |
| 1987 | Argentina Czechoslovakia                               | Beneath the World                                                                               | Debajo del Mundo                                                 | Beda Docampo Feijóo                        | A Jewish family is compelled to live underground during the Nazi occupation of Polonia (based on actual events) |
| 1987 | Statele Unite Iugoslavia                               | The Dirty Dozen: The Deadly Mission (Dirty Dozen 3) (TV)                                        | [ 18 ]                                                           | Lee H. Katzin                              | Allied convicts trained for "do or die" mission in Franța |
| 1987 | Statele Unite                                          | Empire of the Sun                                                                               |                                                                  | Steven Spielberg                           | Allied prisoners in Shanghai Japoniaese internment camp |
| 1987 | Regatul Unit Iugoslavia                                | Escape from Sobibor (TV)                                                                        | [ 18 ]                                                           | Jack Gold                                  | Sobibor Uprising during Holocaust |
| 1987 | Regatul Unit                                           | Hope and Glory                                                                                  |                                                                  | John Boorman                               | The Blitz |
| 1987 | Statele Unite Regatul Unit Iugoslavia                  | The Misfit Brigade (Wheels of Terror)                                                           |                                                                  | Gordon Hessler                             | Panzer unit on Eastern Front |
| 1988 | Polonia Statele Unite                                  | And the Violins Stopped Playing                                                                 | I skrzypce przestały grać                                        | Alexander Ramati                           | Romani people forced to flee from Nazis at height of Romani Holocaust |
| 1988 | Statele Unite                                          | Biloxi Blues                                                                                    |                                                                  | Mike Nichols                               | Comedy based on the Neil Simon play. US Army basic training in Biloxi, Mississippi |
| 1988 | Senegal                                                | Camp de Thiaroye                                                                                | Camp de Thiaroye                                                 | Ousmane Sembène Thierno Faty Sow           | Thiaroye massacre |
| 1988 | Polonia                                                | Cornflower Blue                                                                                 | Kornblumenblau                                                   | Leszek Wosiewicz                           | Polish musician surviving in Auschwitz-Birkenau because of accordion talent |
| 1988 | Statele Unite Iugoslavia Italia                        | The Dirty Dozen: The Fatal Mission (Dirty Dozen 4) (TV)                                         | [ 18 ]                                                           | Lee H. Katzin                              | Allied convicts trained for "do or die" mission to halt formation of Fourth Reich in Macedonia |
| 1988 | China                                                  | Evening Bell                                                                                    | Wǎn zhōng (晚钟)                                                 | Wu Ziniu                                   | Immediate aftermath of Sino-Japoniaese War in China |
| 1988 | Statele Unite                                          | Farewell to the King                                                                            |                                                                  | John Milius                                | Anti-Japoniaese resistance on Borneo |
| 1988 | Australia                                              | Fragments of War: The Story of Damien Parer (TV)                                                |                                                                  | John Duigan                                | Australian war photographer Damien Parer |
| 1988 | Japonia                                                | Grave of the Fireflies                                                                          | Hotaru no Haka (火垂るの墓)                                      | Isao Takahata                              | Anime. Firebombing of Kobe and survival on Japonia homefront |
| 1988 | Canada                                                 | Mackenzie King and the Zombie Army (The King Chronicle, Part 3) (TV)                            |                                                                  | Donald Brittain                            | Drama. Canadian PM Mackenzie King and the Conscription Crisis of 1944 |
| 1988 | Hong Kong                                              | Men Behind the Sun                                                                              | Hēi tài yáng 731 (黑太阳731)                                     | Mou Tun Fei                                | Unit 731 and Japoniaese human experimentation |
| 1988 | Polonia Soviet Union                                   | Passage                                                                                         | Przeprawa                                                        | Wiktor Turow                               | Polish Resistance, Soviet partisans, and Operation Sturmwind, 1944 |
| 1988 | China                                                  | Red Sorghum                                                                                     | Hóng gāoliáng (红高粱)                                           | Zhang Yimou                                | Woman working at kaoliang wine distillery during Sino-Japoniaese War |
| 1988 | Regatul Unit                                           | Return from the River Kwai                                                                      |                                                                  | Andrew V. McLaglen                         | Burma Railway and British POWs force-marched from Thailand to Japonia |
| 1988 | Italia Statele Unite Spania                            | Running Away (TV miniseries)                                                                    | La ciociara                                                      | Dino Risi                                  | Drama. Italian mother and daughter raped by French Expeditionary Corps troops (Marocchinate) |
| 1988 | Olanda Regatul Unit                                    | Shadow Man (Shadowman)                                                                          | Schaduwman                                                       | Piotr Andrejew                             | Polish-Jewish refugee in hiding during German occupation of Amsterdam |
| 1988 | Statele Unite                                          | The Tenth Man (TV)                                                                              |                                                                  | Jack Gold                                  | Based on Graham Greene novel. French advocate imprisoned and condemned to death during German occupation of Franța                                                                                                   |
| 1988 | Japonia                                                | Tomorrow                                                                                        | Míngrì (明日)                                                    | Kazuo Kuroki                               | Atomic bombings of Hiroshima and Nagasaki |
| 1988 | Statele Unite                                          | War and Remembrance (TV miniseries)                                                             |                                                                  | Dan Curtis                                 | Based on novel by Herman Wouk. Saga of family and events after Pearl Harbor; sequel to Winds of War (TV miniseries)                                                                                                  |
| 1989 | Regatul Unit                                           | And a Nightingale Sang (TV)                                                                     |                                                                  | Jack Rosenthal                             | Drama based on C.P. Taylor play |
| 1989 | Japonia                                                | Black Rain                                                                                      | Kuroi ame (黒い雨)                                               | Shohei Imamura                             | Aftermath of atomic bombing of Hiroshima |
| 1989 | Canada                                                 | Bye Bye Blues                                                                                   |                                                                  | Anne Wheeler                               | Romance/Music drama. Woman joins jazz band on Canadian homefront |
| 1989 | Regatul Unit                                           | The Last Warrior (Coastwatcher)                                                                 |                                                                  | Martin Wragge                              | Allied coastwatcher on remote island with Japoniaese warship at anchor for repairs |
| 1989 | Philippines                                            | Comfort Women: A Cry for Justice                                                                |                                                                  | Celso Ad. Castillo                         | Filipina comfort women and Japoniaese occupation of the Philippines. |
| 1989 | Statele Unite                                          | Fat Man and Little Boy                                                                          |                                                                  | Roland Joffé                               | Manhattan project |
| 1989 | Japonia                                                | Harimau                                                                                         | Harimau (ハリマオ)                                               | Ben Wada                                   | The story of Japoniaese secret agent Tani Yutaka, known as "Harimau" (Malay word for "Tiger") |
| 1989 | Soviet Union East Germany Czechoslovakia Statele Unite | Stalingrad                                                                                      | Stalingrad (Сталинград)                                          | Yuri Ozerov                                | Battle for Stalingrad |
| 1989 | Italia                                                 | Time to Kill                                                                                    | Tempo di uccidere                                                | Giuliano Montaldo                          | Italian occupation of Ethiopia |
| 1989 | Statele Unite                                          | Triumph of the Spirit                                                                           |                                                                  | Robert M. Young                            | Story of Salamo Arouch |
| 1989 | Polonia                                                | Virtuti                                                                                         | Virtuti                                                          | Jacek Butrymowicz                          | Polish Campaign, 1939 |
| 1989 | Finlanda                                               | The Winter War                                                                                  | Talvisota                                                        | Pekka Parikka                              | Winter War |